# Geologie der Fränkischen Alb

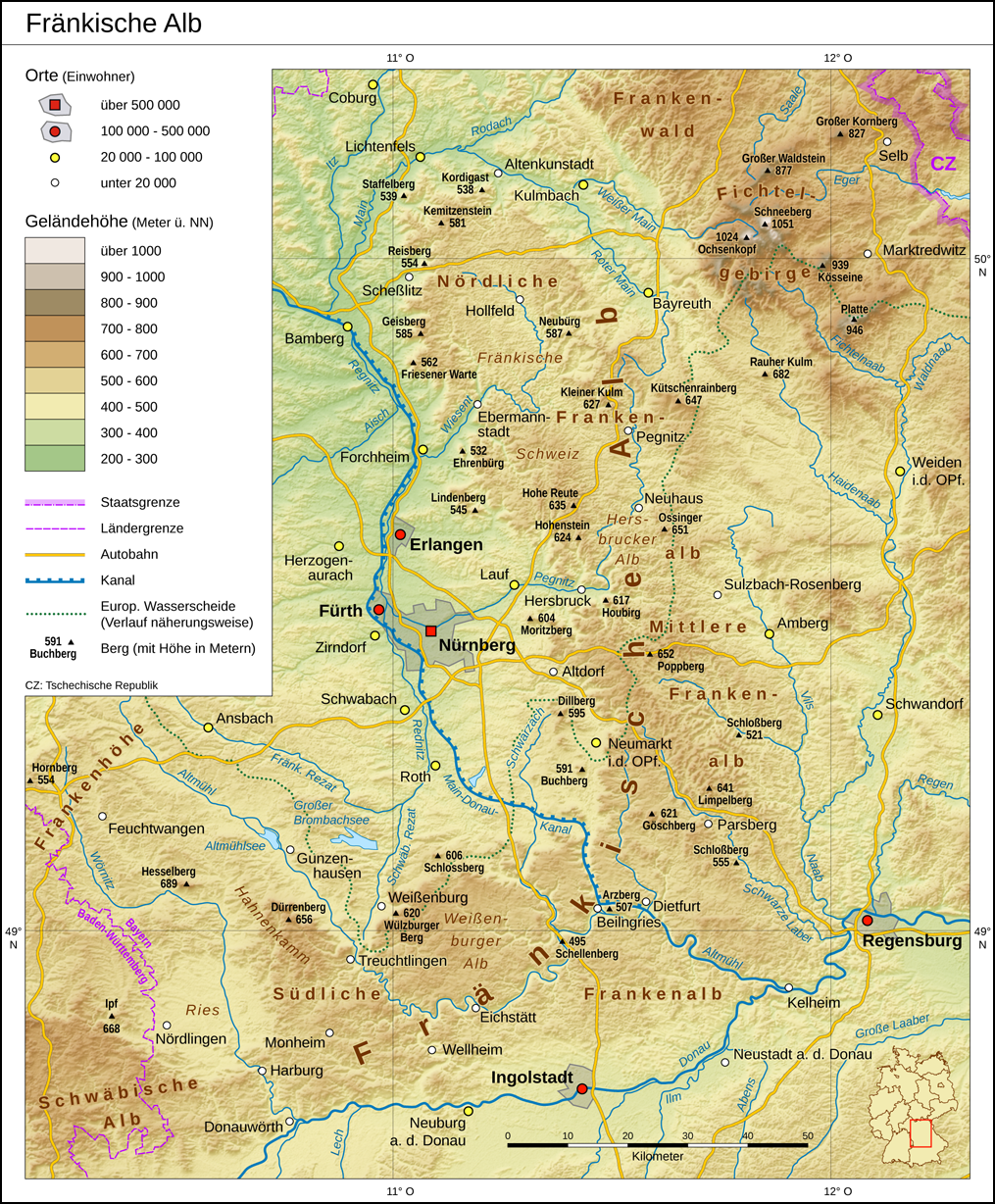
Übersichtskarte der Fränkischen Alb

Die Geologie der Fränkischen Alb wird bestimmt von einer Schichtstufe des Süddeutschen Schichtstufenlands. Sie besteht aus flachen, nicht von einer Metamorphose überprägten sedimentären terrestrischen und marinen Ablagerungen in Form mächtiger Schichten aus Ton, Calciumcarbonat und Mergel. Sie sind Bestandteil der  lithostratigraphischen Gesteinseinheit des Süddeutschen Jura. Nach ihrer Farbe untergliedert sich diese Gesteinseinheit von unten nach oben in den Schwarzen Jura (Lias), den Braunen Jura (Dogger) und den Weißen Jura (Malm).
Der Entwicklungszeitraum erstreckt sich vom Oberen Keuper (beginnend vor etwa 206 Millionen Jahren) der Germanischen Trias bis zum Ende der Oberkreide (vor etwa 66 Millionen Jahren).

## Lage und Erstreckung

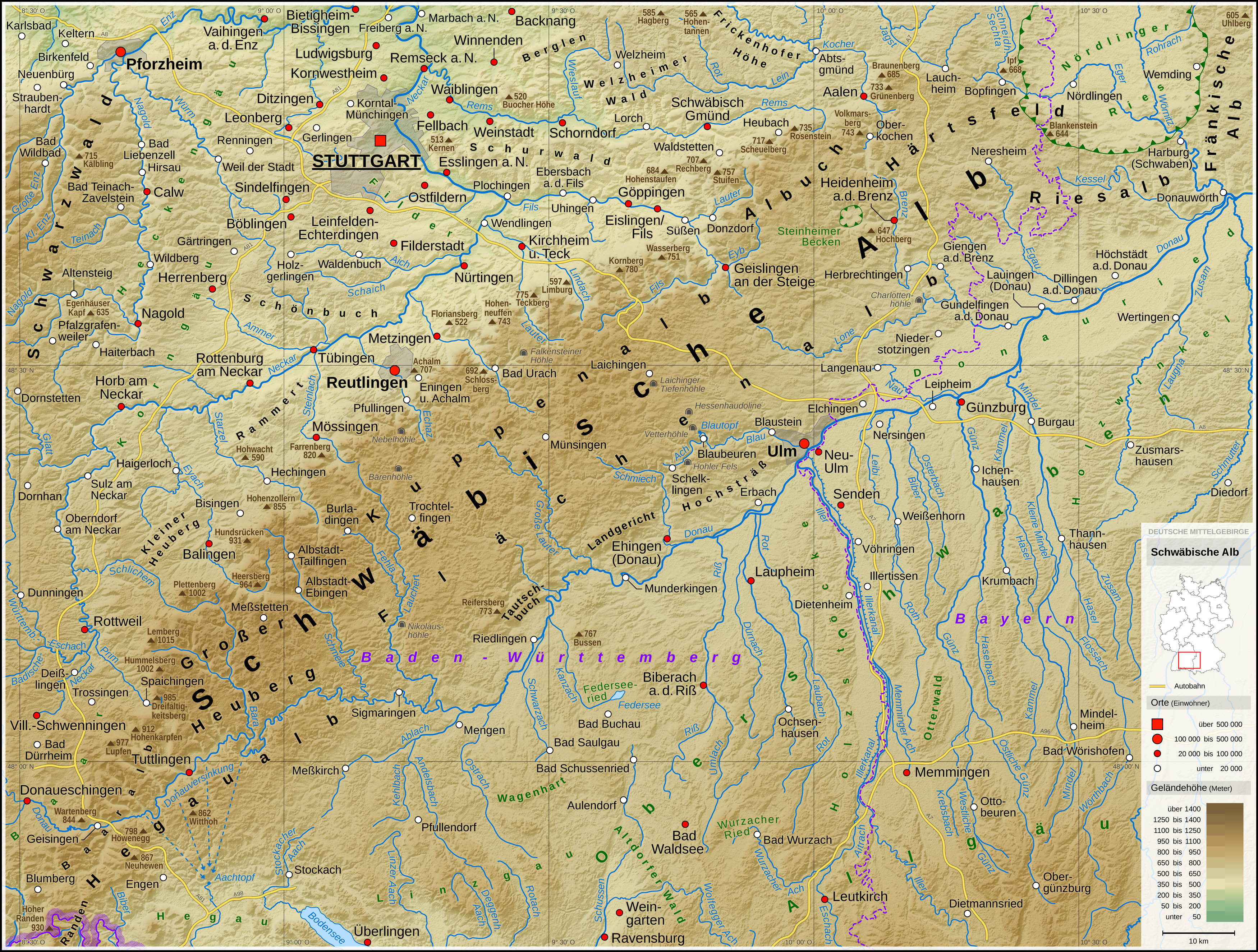
Reliefkarte der Schwäbischen Alb

Die Fränkische Alb grenzt nordöstlich an das Obermainische Hügelland und das Oberpfälzische Hügelland, zusammengefasst als Oberpfälzisch-Obermainisches Hügelland. Tektonisch bilden sie das süddeutsche Bruchschollenland. Dieses grenzt an die Fränkische Linie, die das Tafeldeckgebirge des Süddeutschen Schichtstufenlandes nach Osten und Nordosten gegen das variszische Grundgebirge abgrenzt. Südwestlich geht die Alb in das Fränkische Keuper-Lias-Land über mit dessen Bestandteilen Vorland der Südlichen Frankenalb, Vorland der Mittleren Fränkischen Alb, Vorland der Nördlichen Fränkischen Alb und Mittelfränkisches Becken.
Südliche grenzt die Fränkische Alb an das Nördlinger Ries, das einen vor 14,6 Millionen Jahren entstandenen Meteoritenkrater darstellt. Dort schließt sich die Schwäbische Alb an. Die nördlichen Ausläufer der Fränkischen Alb reichen bis zum Staffelberg und zum benachbarten Kordigast nahe dem Main.

## Tektonik

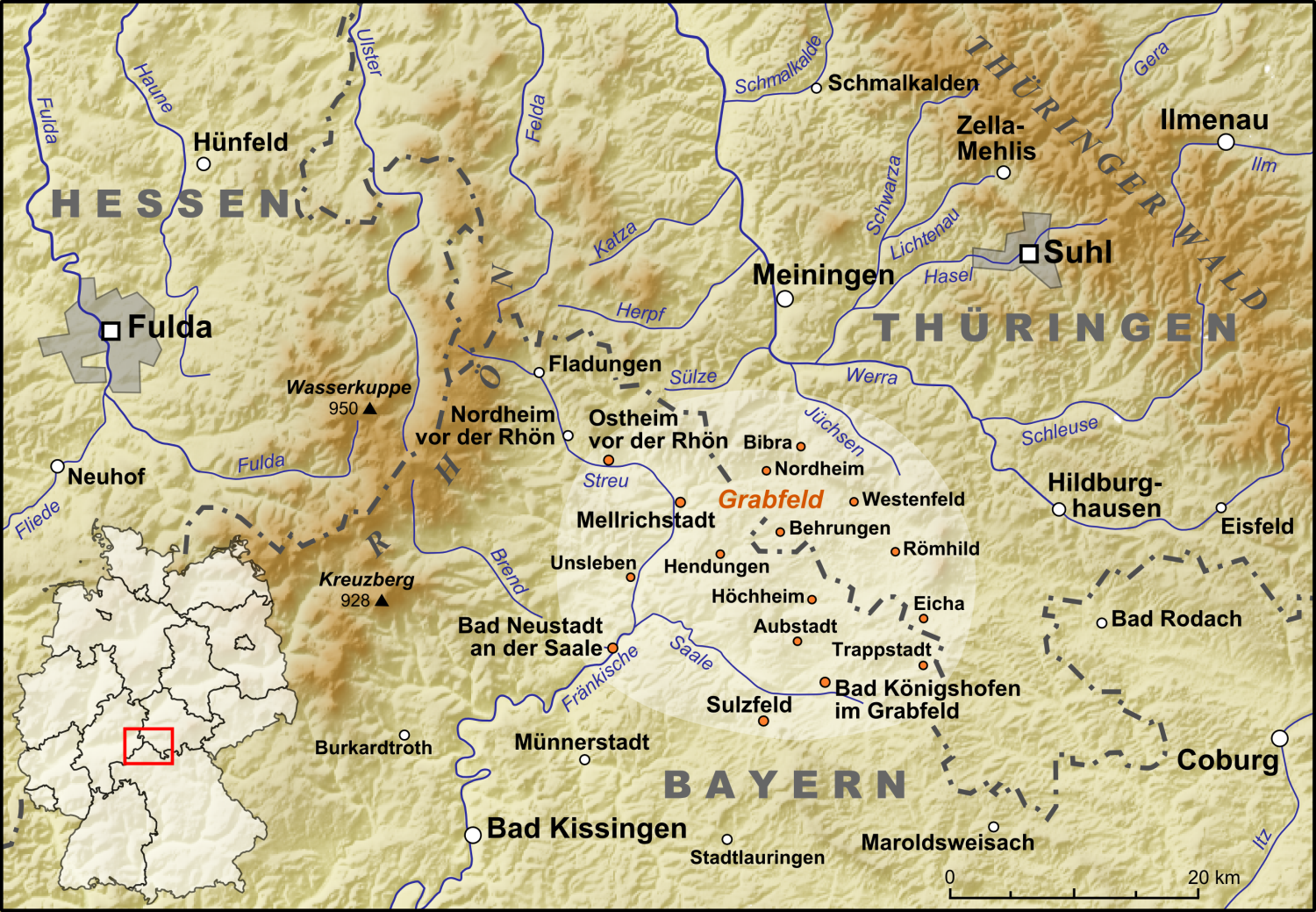
Region Grabfeld

Lithostratigraphisch basieren die Gesteine der Fränkischen Alb auf den überwiegend Sand- und Tonsteinen des Oberen Keupers im Keuperbergland.
Das Süddeutsche Schichtstufenland bzw. die Süddeutsche Großscholle, innerhalb der auch die Fränkische Alb liegt, ist tektonisch gekennzeichnet durch mehrere weit angelegte Aufwölbungen (siehe Antiklinale) und Mulden (siehe Synklinale) mit teils lang durchziehenden Bruchzonen und Störungen. Ihre mehrphasige Evolution hat einen Zusammenhang mit der Variszischen Orogenese und begann vermutlich im Stefanium (ab 305 mya) des Karbon.
Die Fränkische Alb befindet sich im Senkungsgebiet der flachherzynisch streichenden Frankenalbfurche bzw. -mulde. Herzynisch bezieht sich auf den Westnordwest–/Ostsüdost-Verlauf der Harznordrandverwerfung bzw. der gesamten Harzscholle. Die Frankenalbfurche war wahrscheinlich in Anfängen bereits am Ende des Mittleren Keuper (ab ca. 209 mya) in der Trias angelegt. Die Furche durchzieht im Norden das Grabfeldbecken und verläuft weiter südöstlich mit einer Länge von etwa 200 Kilometern und einer Breite von 5 bis 8 Kilometern die gesamte Fränkische Alb bis in das Gebiet von Regensburg, wo sie in die große Senkungszone der außeralpinen Molasse einlenkt und sich bis über den Inn hinaus fortsetzt.
Die Frankenalbfurche wird durch leichte Queraufwölbungen gegliedert, die mehrere Mulden und Gräben trennen. Die tiefsten Absenkungsbereiche befinden sich südlich von Regensburg und inmitten der Alb bei Hollfeld. So ist die Hollfelder Mulde gegenüber Erlangen tektonisch gesehen um 300 m und gegenüber Bayreuth bis 600 m eingesenkt.
Tektonische Kräfte erzeugten beiderseits der Frankenalbfurche Verbiegungen von Gesteinsschichten (siehe Flexur) und Abschiebungen. Beide stehen in engem genetischen Zusammenhang und sind an die gleichen Schollenkanten des konsolidierten Untergrundes gebunden. Sie haben meistens den herzynischen Verlauf der gesamten Furche, aber verschiedene Entwicklungsstadien des gleichen tektonischen Vorgangs. In den anfänglichen Flexuren entwickelten sich sekundär diverse Längs-, Quer- und Diagonalklüfte, Scherflächen und schließlich kluftparallele Abschiebungen aus. Diese Vorgänge datieren noch vor dem Cenomanium (ab etwa 100 mya) der Kreide.

## Chronostratigraphische Entwicklung
Die Sedimentgesteine der Fränkischen Alb lagerten sich westlich vor den Grundgebirgen des Saxothuringikums, einer tektonischen Einheit des Variszischen Gebirges ab. Hierzu gehören der Frankenwald, das Vogtland, das Fichtelgebirge und der Oberpfälzisch-Bayerische Wald. Der nördliche Bereich dieses Grundgebirges wird von den vorgelagerten Sedimentdecken durch die sehr gut aufgeschlossene Fränkische Linie getrennt. Sie stellt eine geologische Verwerfung dar, die bereits im Rahmen der Variszischen Orogenese oder noch früher angelegt und später reaktiviert wurde.

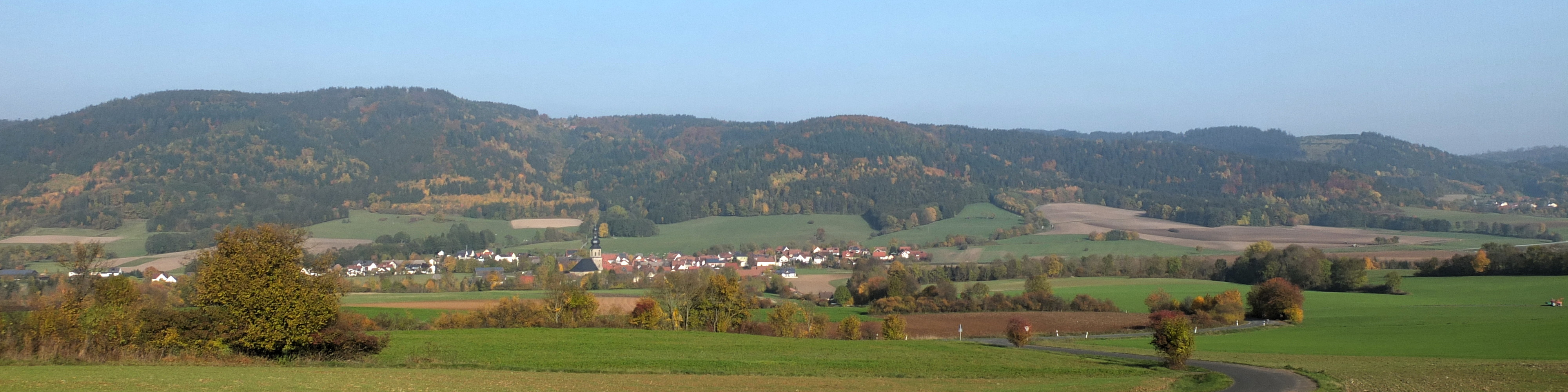
Blick auf die Fränkische Linie bei Seibelsdorf

Die Aufschlüsse des Süddeutschen Jura zeigen eine vollständige Abfolge von den Sandsteinen des oberen Keupers über die unterschiedlichen Gesteine des Schwarzen Juras und Braunen Juras bis zu den Kalkstein- und Dolomitsteinschichten des Weißen Juras. Weitere Ablagerungen bilden die Verwitterungs-Lehme auf den Hochflächen (Albüberdeckung), Flugsande aus der letzten Kaltzeit, Fließerden- und Hangschuttbildungen, Füllungen der Täler sowie junge Quellkalke.
Der Hetzleser Berg, auch Hetzlas genannt, zeigt als Zeugenberg mit seinen Aufschlüssen alle drei lithostratigraphische Gruppen des Süddeutschen Juras.
Die Schichtenfolge in der Fränkischen Alb sedimentierte anfänglich in einem küstennahen Gebiet, das einem häufigen Wechsel zwischen kontinentalen und marinen Bedingungen bis hin zu einem flachen Schelfmeer unterlag. In der Hauptphase der Ablagerungen lag das Gebiet unter dem Meeresspiegel in verschiedenen Tiefen eines Nebenmeeres des Tethys Ozeans.
Der deutsche Geologe Friedrich August Quenstedt unterteilte die Jura-Ablagerungen in die Hauptschichtstufen Lias, Dogger und Malm und diese in sechs weitere Unterstufen, die Quenstedtsche Gliederung ein. Sie werden mit Buchstaben des griechischen Alphabets bezeichnet (von unten nach oben: Alpha, Beta, Gamma, Delta, Epsilon, Zeta). Diese bildet die Grundlage zur Datierung der chronostratigraphische Entwicklung des Süddeutschen Juras. Die Begriffe Lias, Dogger und Malm werden auch heute noch synonym zu den Begriffen Schwarzer, Brauner und Weißer Jura verwendet.

Lithostratigraphie des Süddeutschen Juras

### Entwicklung in der Trias
Die untersten Ablagerungen der Fränkischen Alb entstanden im Oberen Keuper der Germanischen Trias küstennah in sumpfigen Seenplatten, Flussdelten, Verlandungsbereichen und Lagunen des Germanischen Beckens. Das Germanische Becken war eine intra-kontinentale Senke, die sich nach dem Austrocknen des Zechsteinmeeres vor etwa 200 Millionen Jahren infolge weiterer Krustenabsenkungen nach Süden ausweitete. Es herrschten überwiegend kontinentale Bedingungen, die jedoch von marinen Vorstößen begleitet waren. Diese Transgressionen kamen von einem Ausläufer eines in nördlicher Richtung liegenden Meeres. Das Becken war von Hochgebirgen umgeben, deren Verwitterungsschutt sich in unregelmäßigen Zeiträumen und Intensitäten an verschiedenen Stellen und Senken ablagerte. Auch Umlagerungen der Sedimente vom Rand in Richtung Zentrum und umgekehrt fanden statt. Im Becken hatten sich auch temporär Seen gebildet, die oft eher einem eintrocknenden Salzsee als einem mit reichem Leben erfüllten Süßwasser-Reservoir glichen.
Die Charakteristik der Sedimentation im Germanischen Becken wird durch eine Abfolge von Faziesgürteln bestimmt. Diese Gürtel waren nicht stationär, sondern verschoben sich mit der Veränderung der Umweltbedingungen, wie dem Klima, die Verwitterungs- und Abtragungsintensität, die Beschleunigung oder Verzögerung der Absenkung des Beckenzentrums, die Transgression oder Regression des Meeres. Abhängig davon entstanden verschiedene Faziesgürtel, wie Schwemmfächer oder Schwemmkegel von Flüssen, Salztonebenen, auch Playa-Ebene genannt, sowie Süßwasser- oder Salzwasser-Playaseen.
Gegen Ende des Oberen Keuper (Rhätium) breitete sich das Meer in südöstlicher Richtung aus. Der vormals weitgehend kontinentale Ablagerungsraum wurde nun allmählich vom Meer überflutet. Flüsse verfrachteten Sedimente vom Festland der Böhmischen Masse und der mit ihr verbundenen Vindelizischen Schwelle in den Küstenbereich.
Die Ablagerungen im Rhätium formten den Westteil der Fränkische Alb, das durch weiche Hügelformen gekennzeichnete Albvorland. Hier stehen die ältesten geologischen Schichten an: Sandsteine und Tone des Oberen Keupers mit einem Alter von etwa 200 Millionen Jahren. Darüber folgen Tone der Trossingen-Formation (Feuerletten) und die Sandsteine des sogenannten Rhätolias, einer Übergangsschicht vom Oberen Keuper bis zum Lias, Alpha 2, einer unteren Schicht im Schwarzen Jura. Aber auch östlich der Fränkischen Alb bis zur Fränkischen Linie lagerten sich Keuper-Gesteine ab.
Die Schichtenfolge der Germanischen Trias bildet das untere Stockwerk, auf dem die Gesteinsfolgen der Fränkischen Alb aufliegen.

### Entwicklung im Jura
Die im Rhätium eingeleitete Wende führte zur Geologie und Geographie während der Jurazeit, die vor 199,3 Millionen Jahren begann. Mit der Öffnung des Zentralatlantiks vor etwa 150 Millionen Jahren infolge eines Grabenbruchssystems (engl. Rift) zwischen Gondwana und Laurasia öffnen sich im Bereich des alpinen Sedimentationsraums kleinere ozeanische Becken. Im Oberjura verschwand die Vindelizische Schwelle im Meer und der Boden des Flachmeeres im süddeutschen Bereich begann nach Süden hin zur sich öffnenden Tethys in Tiefseebereiche abzufallen. Damit verbunden waren unterschiedliche Sedimentationsbedingungen, die sich in den lithostratigraphischen Gruppen des Süddeutschen Juras widerspiegeln. Die Verschiebungen des Farbtons der Sedimentgesteine entsprechen der zunehmenden Ausweitung und Öffnung des Meeresraums, bis der süddeutsche Raum schließlich im Weißen Jura in ungehinderter Verbindung mit dem westlichen Ausläufer des Tethys Ozeans stand. Dabei wurden mit der ständigen Absenkung der Kruste mächtige Gesteinsfolgen am Meeresgrund abgelagert. Die Jura-Sedimente bilden den größten Teil der in der Fränkischen Alb auftretenden Ablagerungsfolgen. Sie gliedern sich wie folgt:
- Die Meeresablagerungen des Schwarzen Juras (Lias) entstanden vor 199 bis 175 Millionen Jahren in einem noch sehr küstennahen Bereich des Jurameeres, einem Ausläufer des Tethys-Ozeans. Der Schwarze Jura besteht überwiegend aus dunklen Sandsteinen, Tonen, Mergeln und Kalksteinen, die zum Teil auch bituminös sein können wie in der Posidonienschiefer-Formation. Die Tone der Posidonienschiefer-Formation enthalten oft relativ viel Erdöl, das während des Zweiten Weltkriegs auch gewonnen wurde. Die Mächtigkeit der Schichten beträgt bis zu etwa 80 Meter.

Die basale Schicht des Schwarzen Juras bilden die fränkische Bamberg-Formation und Bayreuth-Formation, die mit der Psilonotenton-Formation des übrigen Süddeutschen Juras verzahnt sind. Diese Sedimente bestehen überwiegend aus Tonsteinen mit einigen eingelagerten Schluffsteinbänken, schluff-sandigen Kalksteinbänken oder Kalksteinbänken mit Chamositooiden. Die oberste Ablagerungsstufe ist die Jurensismergel-Formation. Sie ist durch graue, bräunliche, zum Teil auch gelbliche Mergel- und Mergelkalksteine charakterisiert, in die sich knollige Kalke und Kondensationshorizonte, („Ammonitenseifen“, dichte Ansammlungen von Ammoniten) einschalten können. Die Ablagerung der Sedimentschichten im Schwarzen Jura erfolgte oft unter reduzierenden bzw. sauerstofffreien und schwefelwasserstoffhaltigen Bedingungen, die zur Schwarzfärbung der Gesteine führten.
Der Prallhang des Mains am Trimensel oder auch Trimeusel ist der wohl eindrucksvollste Lias-Aufschluss mit der mächtigsten Ausbildung des Posidonienschiefers in ganz Nordbayern.
- Im Braunen Jura (Dogger) entstanden vor zwischen 175 und 161 Millionen Jahren unter Schelfmeer-Bedingungen. Der Braune Jura besteht überwiegend aus eisenreichen Sandsteinen, dem Eisensandstein, sowie Tonen, Mergeln und Kalken, die zum Teil mit Eisenoxiden gemischt sind und bräunlich verwittern. Diese Verwitterung wurde durch die erhöhten Sauerstoffbedingungen gegenüber der Lias möglich. Die Mächtigkeit beträgt bis zu etwa 260 Meter.

Die unterste Doggerstufe, der Opalinuston-Formation, besteht aus überwiegend einheitlichen Tonen und Tonsteinen mit einzelnen Lagen aus Toneisenstein-Geoden (Hohlräumen). Das Eisen in den Tonen tritt noch in Form von Pyrit auf. In der darüber liegenden Eisensandstein-Formation (Dogger beta) kommen bereits Flöze aus eisenoxidhaltigen Sandsteinen vor.
In der obersten Doggerschicht, der Sengenthal-Formation, die mit der Ornatenton-Formation der Schwäbischen Alb und anderen weiter westlich liegenden Formationen verzahnt ist, stehen überwiegend Tonsteine mit einigen eingelagerten Eisenoolith-Bänken, glaukonitischen Sandsteinen und einem Horizont mit Kalkkonkretionen sowie Oolithkalken und -mergeln an.

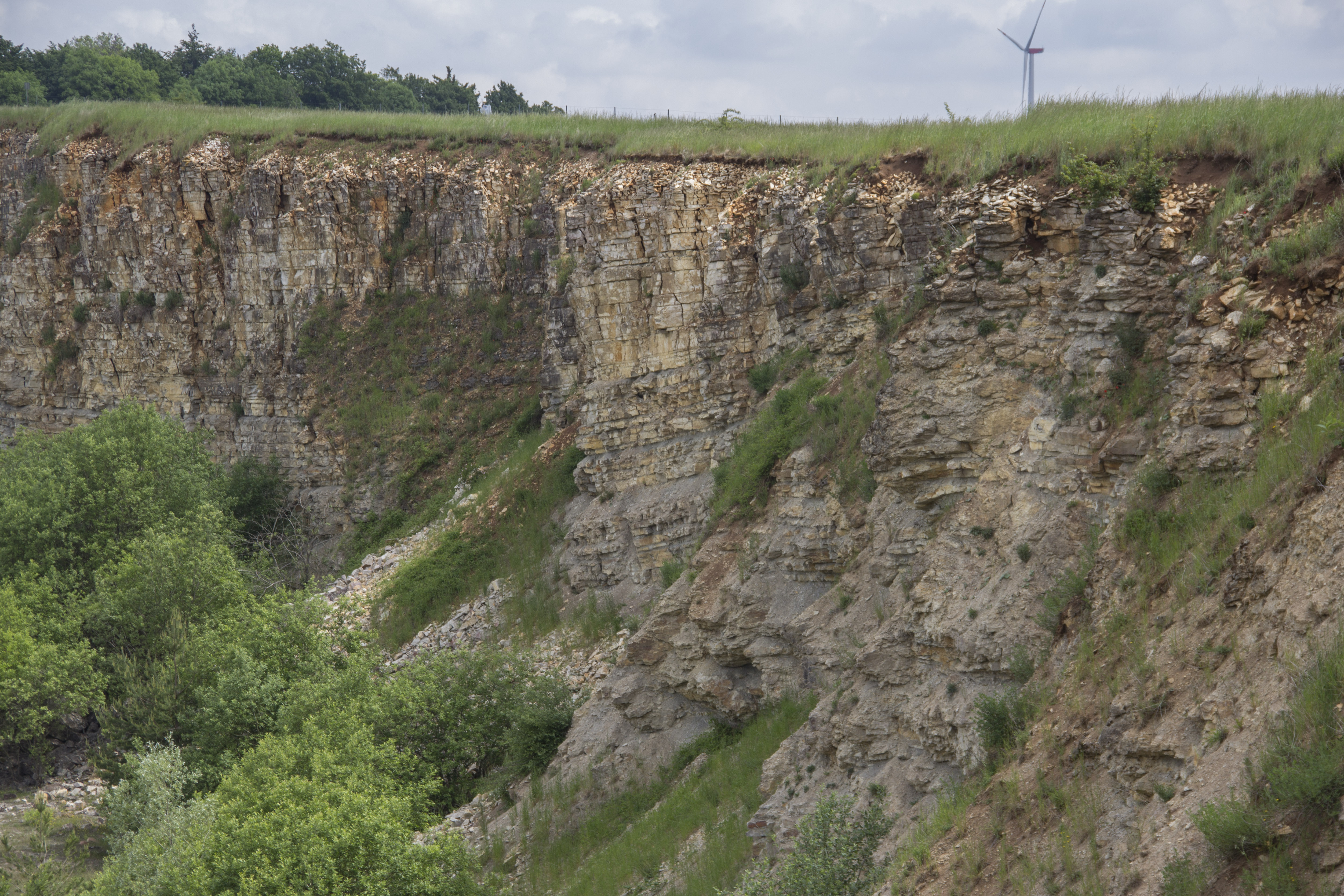
Aufschluss im Steinbruch Winnberg mit liegenden Dogger- und hangenden Malm-Schichten

- Der Weiße Jura (Malm) wurde vor etwa 161 bis 150 Millionen Jahre am Grund eines flachen und warmen Schelfmeeres sedimentiert, welches damals Süddeutschland bedeckte. Dies war ein Ausläufer des Tethys-Ozeans. Die Ablagerungen bestehen überwiegend aus Kalken, Kalkmergeln und Mergeln oft in wechselnden Schichtfolgen. Die Mächtigkeit beträgt bis zu etwa 600 Metern. Er stellt die klassische Ausbildung der Kalke und Dolomite dar.

Die Malmgesteine reichen von den hellen Mergeln und Mergelkalken des untersten Malm alpha bis zu den Riff-dolomiten des Malm zeta. Diese bilden das Dach der Frankenalb. Die hellen bis weißen Gesteinsfarben des Malms sind bedingt durch das starke Vorherrschen von Carbonatgesteinen. Mit steigendem Tonanteil werden die Gesteinsfarben grauer. Generell nimmt der Tonanteil in den Carbonaten vom Unteren zum Oberen Malm ab. Die reinsten Kalke befinden sich im obersten Malm.
Die oberen Bereiche der Malmschichten, insbesondere die Riffkalke, wurden sekundär durch Zufuhr von Magnesium dolomitisiert und in den sogenannten Frankendolomit umgewandelt. Dabei wurde das ursprüngliche Gefüge des Gesteins inklusive der Fossilien weitgehend unkenntlich, das Gestein zeigt dann ein grobkristallines, oft als „zuckerkörnig“ beschriebenes Erscheinungsbild. Diese mächtigen Riffdolomite bauen zusammen mit den tafelbankigen Kalksteinen die charakteristische Kuppenlandschaft des Albhochlandes auf (Kuppenalb). Vieles deutet darauf hin, dass die Dolomitkuppen schon im subtropischen Klima der älteren Kreidezeit aus dem umgebenden Gestein herauspräpariert wurden. An Steilhängen zeigen sich die massigen Riffdolomite heute als schmutziggraue, blockartig zerlegte Felstürme mit glatten Wänden, z. B. der Müllerfelsen im Wiesenttal bei Streitberg.

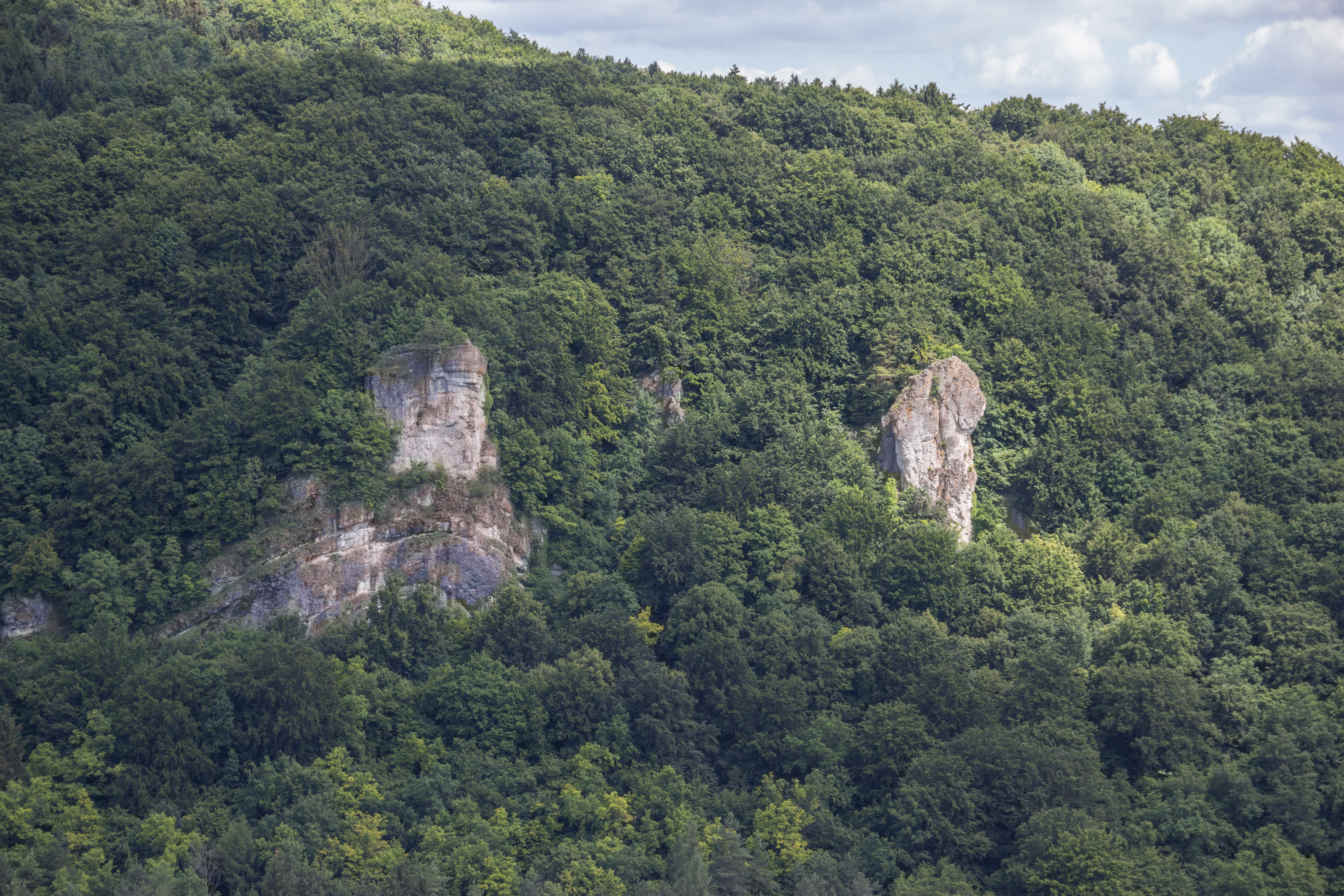
Müllerfelsen, eine typische Riffdolomitausprägung im Wiesenttal bei Streitberg (Wiesenttal)

Die basale Schicht des Weißen Jura in der Fränkischen Alb wird gebildet durch die Dietfurt-Formation, die an die weiter westlich liegende Impressamergel-Formation anschließt. Sie umfasst dunkelgraue bis hellgraue Kalkmergel mit einigen darin eingelagerten Kalkbänken und erreicht eine maximale Mächtigkeit von 25 bis 125 m. Die obersten fränkischen Ablagerungen befinden sich in der Rennertshofen-Formation und der obersten Neuburg-Formation.
Im Weißen Jura treten drei Ablagerungsformen von Kalksteinen auf: die Schichtkalksteinfazies, auch als Werkkalkstein- oder Bankkalksteinfazies bezeichnet, die Massenkalksteinfazies und die Plattenkalksteinfazies. Sie sind Ausdruck unterschiedlicher Kalkbildung und Kalkbindung.
- - Die Schichtkalksteinfazies besteht generell aus einem unteren Paket aus Tonmergeln bis Mergelkalken und einen oberen Abschnitt aus meist sehr ebenflächig gebankten Kalksteinen. Der lithologische Übergang zwischen beiden Abschnitten ist fließend, und der Carbonatgehalt steigt mehr oder weniger kontinuierlich an. Bei der Sedimentologie der Schichtkalksteinfazies bildeten sich biogen erzeugte und chemogen gefällte Carbonate, die sich in der unteren Mergelkalkfazies mit verschieden hohen Tonanteilen mischten. Das Carbonat der Schichtfazies stammt im Wesentlichen vom sehr kleinen Plankton, dem so genannten Nanoplankton. Zu diesem gehören u. a. Kieselalgen, Kragengeißeltierchen, Dinoflagellaten und Gelbgrüne Algen. Ein weiterer biogener Bildungsprozess erfolgte durch den Stoffwechsel von Organismen. Die chemogene Fällung der Carbonate wurde vor allem durch Temperatur- und Konzentrationsänderungen des Meerwassers hervorgerufen. In gleichen Zeiteinheiten entwickeln sich folglich dünnere Schichten.

- - Die ungebankte Massenkalksteinfazies repräsentiert eine biogene Carbonatbildung, die von Lebewesen mit kalkhaltigen Schalen oder Skeletten des Pelagials, dem uferfernen Freiwasserbereich und dem Benthal, dem Lebensbereich auf und im Ozeanboden, stammen. Es waren insbesondere Schwämme, Algen, Armfüßer (Brachiopoden), Muscheln und Seeigel sowie Kopffüßer wie Ammoniten und Belemniten. Die auf Schwellen des Meeresbodens wachsenden Kalkschwämme konnten im Lauf der Jahrmillionen große bioherme Schwammriffe mit Algenkrusten bilden. Sie stellen den Hauptanteil des Massenkalks dar (siehe auch entsprechende Geotop-Schautafel).

- - Die Plattenkalkfazies bildete sich zwischen Senken der biohermen Schwammrifferhebungen der Massenkalksteinfazies. Anfänglich waren Riffe und Senken überflutet und das Wasser stand in Verbindung mit dem offenen Meer; es herrschte guter Wasseraustausch und gute Wasserumwälzung. Biostrome, flächige Schwammrasen besiedelten die Hänge und Böden der Rifferhebungen. Mit temporärer leichter Regression des Meeresspiegels bildeten sich Bereiche mit Inselgruppen (Archipele) und Lagunen. In den Lagunen war der Wasseraustausch behindert, was zur Stagnation und Sauerstoffarmut des Bodenwassers mit Salzanreicherung führte. Obere Riffbereiche starben ab. Die zu Boden sinkenden feinkörnigen bis schlammigen mikritischen Sedimente bildeten in den Lagunen dünne Schichten, die von Mikroben überwuchert und gleichsam versiegelt wurden. Nach erneuter Frischwasserzufuhr in die Lagunen entstanden weitere Sedimenteablagerungen, so dass ein Plattenstapel aus einer Vielzahl von Millimetern bis Zentimetern dicken Schichten entstand. Die Plattenkalke datieren auf etwa 155 bis 150 mya. Zwischen einzelnen Platten fossilierten abgestorbene Lebewesen in einem außergewöhnlich guten Zustand. Bekannt sind die Solnhofener Plattenkalke und die Wattendorfer Plattenkalke.

### Entwicklung in der Kreide
Die Gesteine des Weißen Jura unterlagen seit der Kreidezeit, ab 145 Millionen Jahren, der Verkarstung. Die Bezeichnung Karst wurde von dem östlichen Hinterland von Triest (Oberitalien) abgeleitet, in welchem ein geologisch ähnlich aufgebautes Kalkgebirge auftritt. Bei der Verkarstung werden vor allem die Kalk- und Dolomitgesteine durch das aus der Luft und dem Oberboden stammende, mit Kohlendioxid angereicherte Niederschlagswasser aufgelöst. Die so gelösten Stoffe lagern sich zum geringen Teil oberirdisch ab, werden aber größtenteils mit dem Wasser unterirdisch abgeführt. Die meist auch vorhandenen nicht löslichen Bestandteile können sich an der Erdoberfläche allmählich anreichern und bilden dann die oft lehmige Decke der Albüberdeckung. Bei einer solchen Lehmüberdeckung spricht man vom „bedeckten“ Karst, im Gegensatz zum „nackten“ Karst, bei welchem das Gestein offen zutage liegt. Die Verkarstung verläuft rezent weiter und ist noch nicht abgeschlossen.
In der Unterkreide wurde Süddeutschland tektonisch gehoben und die Fränkische Alb wurde Festland. Unter feuchttropischen Klimaverhältnissen wurde die Malmtafel stark verkarstet und größtenteils abgetragen und es bildeten sich die typischen Kegelkarste (kegelförmige Erosionsformen). Weitere Erosionserscheinungen sind ausgedehnte, tief in den Untergrund hinabreichende Höhlensysteme, z. B. die Teufelshöhle bei Pottenstein, die Poljen (lang gestreckte, geschlossene, wannenförmige größere Bodensenken mit temporären Seen), die Dolinen (flache, trichterförmige kleinere Geländemulden unterschiedlicher Größen) (siehe auch Geotop-Schautafel Fellnerdoline bei Gößweinstein, Oberfranken), Ponore (Schlucklöcher, in die ein fließendes oder stehendes Gewässer abfließt und unterirdisch weiterfließt), z. B. der Teufelsbrunnen bei Eckersdorf/Donndorf, Oberfranken, (siehe auch entsprechende Geotop-Schautafel) die Karren (Lösungsrinnen in verschiedener Ausprägung), (siehe auch Geotop-Schautafel) Druidenhain bei Wohlmannsgesees, Oberfranken, die Trockentäler (meist trockene Täler, jedoch episodisch gespeist während starker Niederschlagsphasen oder nach Schneeschmelzen) durch Tummler (auch Hungerbrunnen) sowie andere Verkarstungsformen. Höhlen markieren den unterirdischen Weg des Wassers von der Karstoberfläche zum Grundwasservorfluter. Das meist unterirdisch abfließende Wasser bewirkt auch heute noch eine Wasserarmut auf der Albhochfläche.

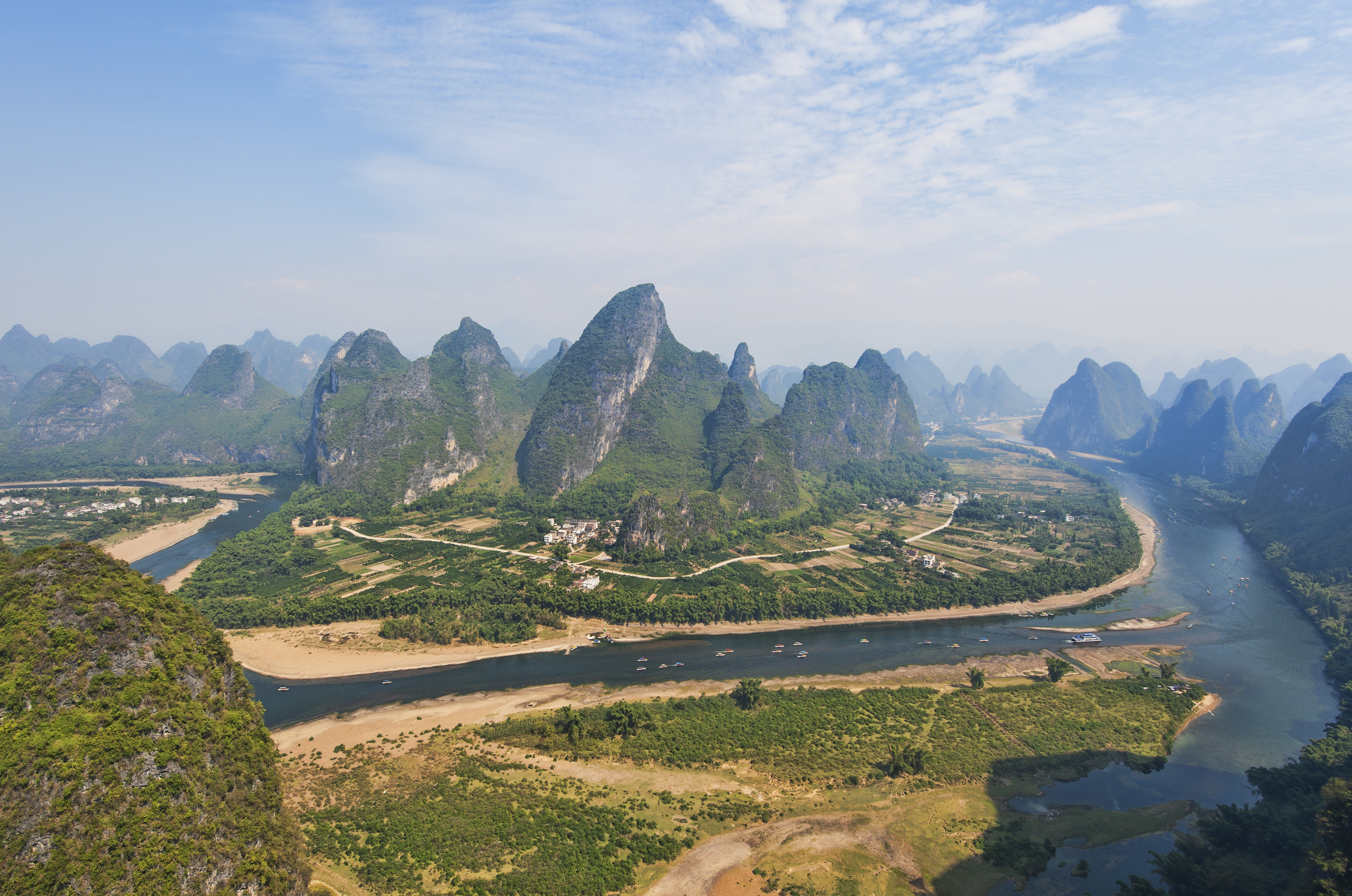
Rezente Kegelkarste am Li-Jiang-Fluss, China

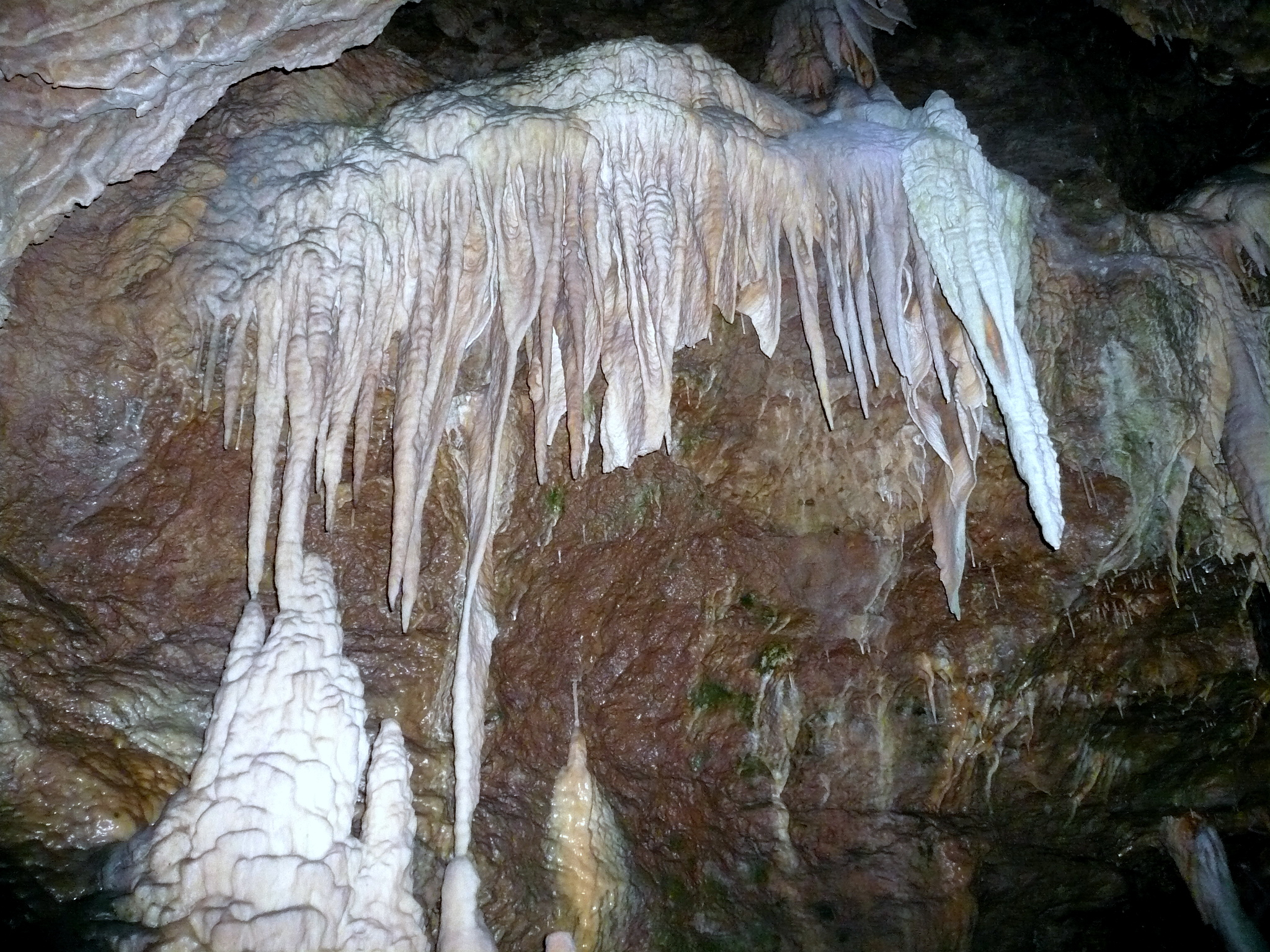
Sinterfahnen im Barbarossadom

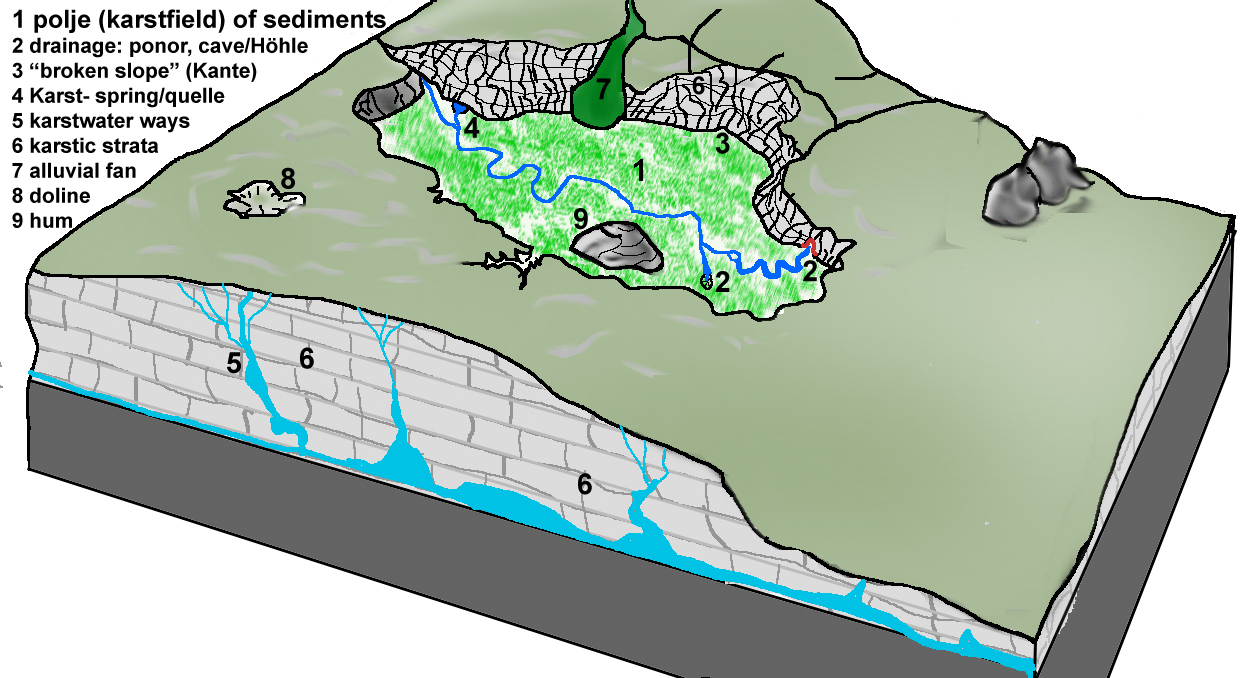
Modell einer sedimentgefüllten Polje

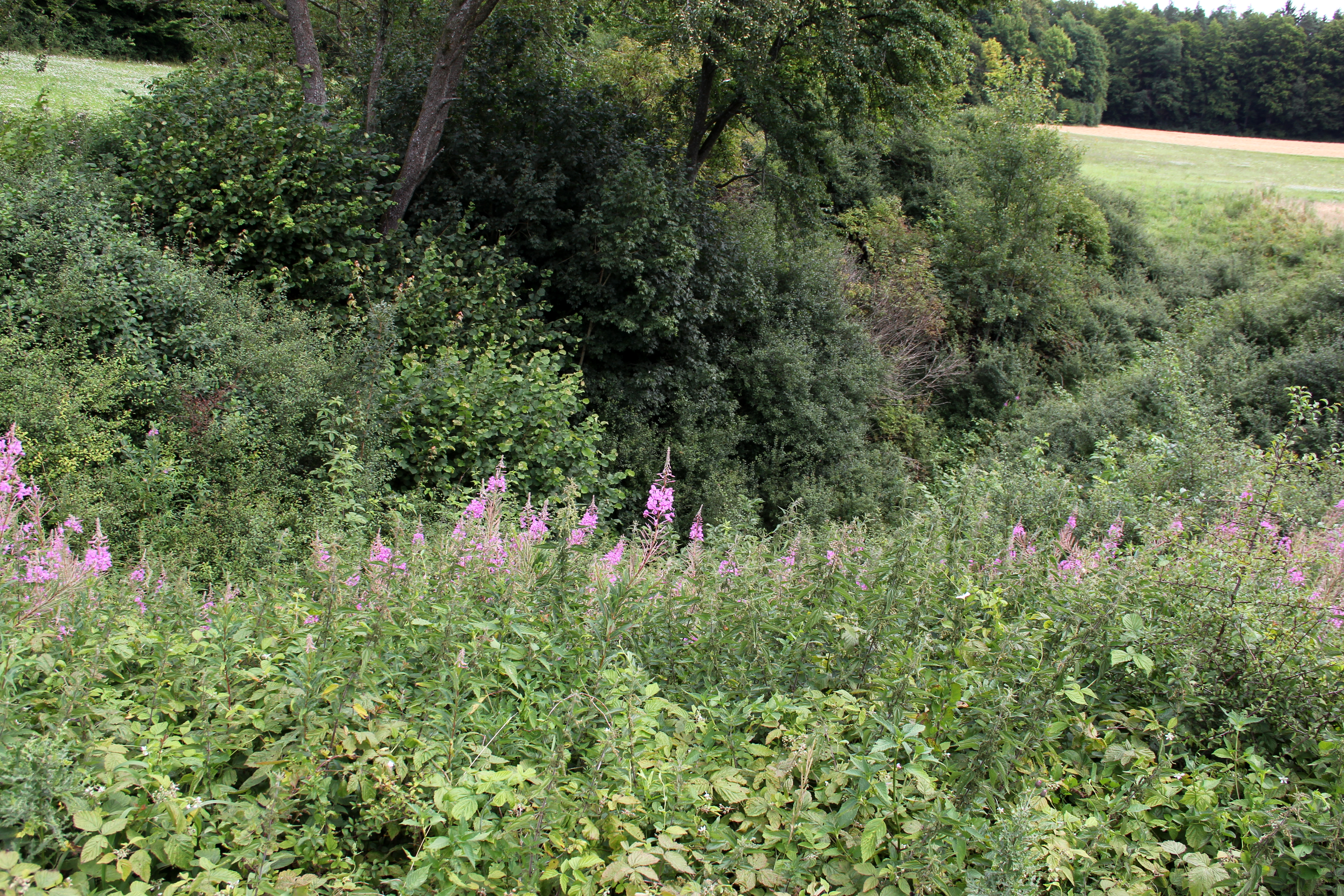
Fellner Doline bei Gößweinstein, Oberfranken

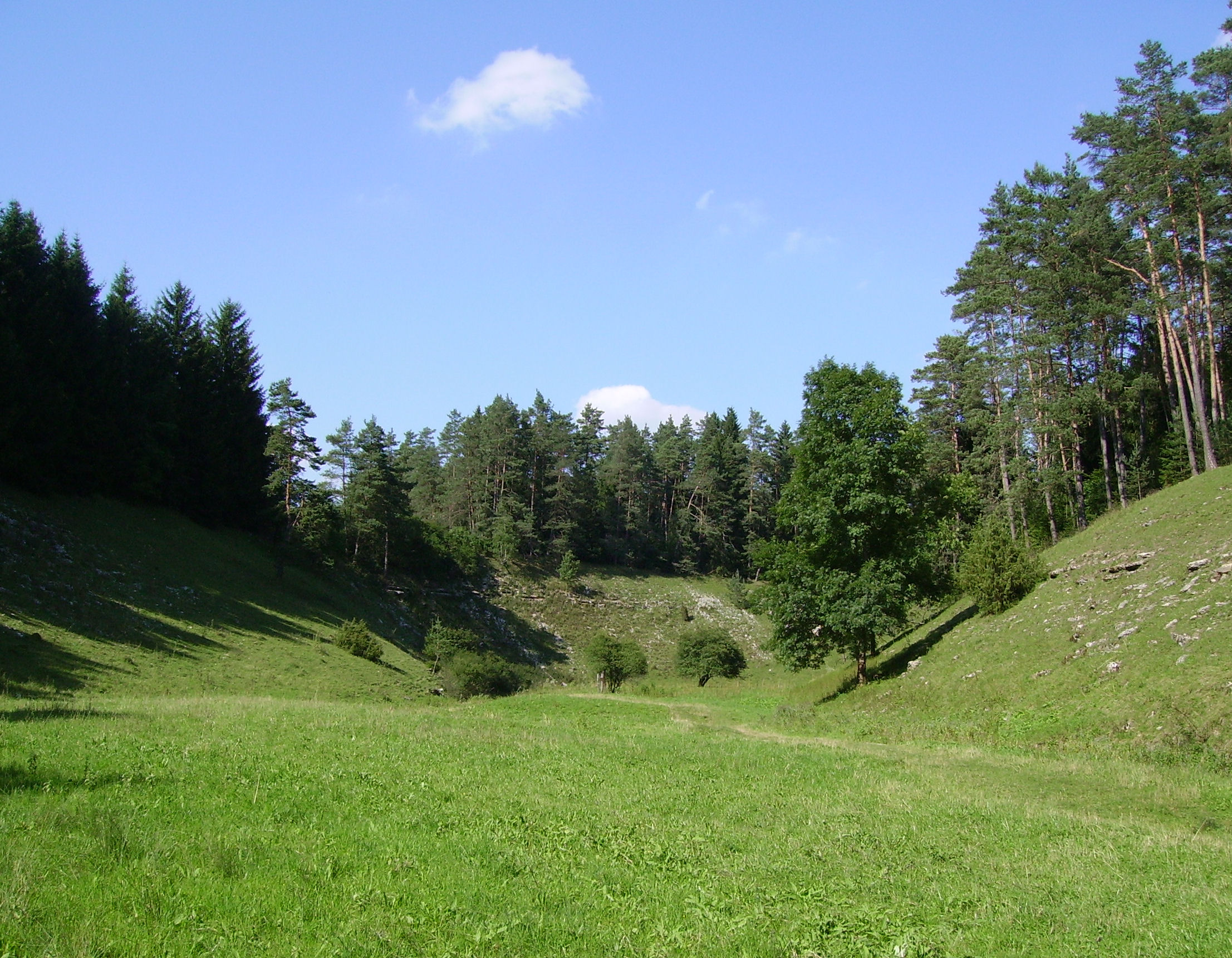
Trockental (Tümmler) Heroldsmühle bei Heiligenstadt in Oberfranken

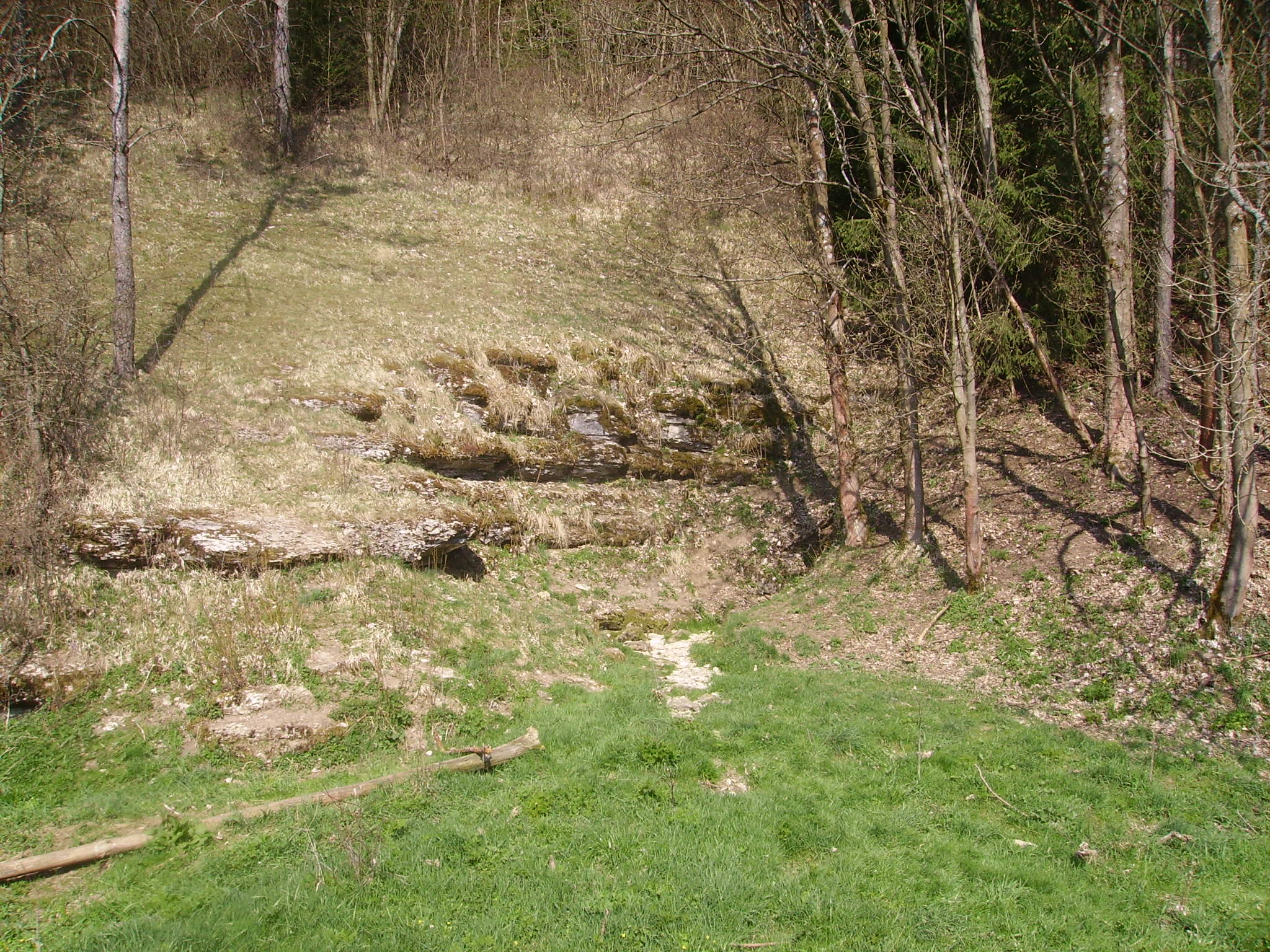
Karstquelle des Trockentals (Tümmler) Heroldsmühle in Landkreis Bamberg

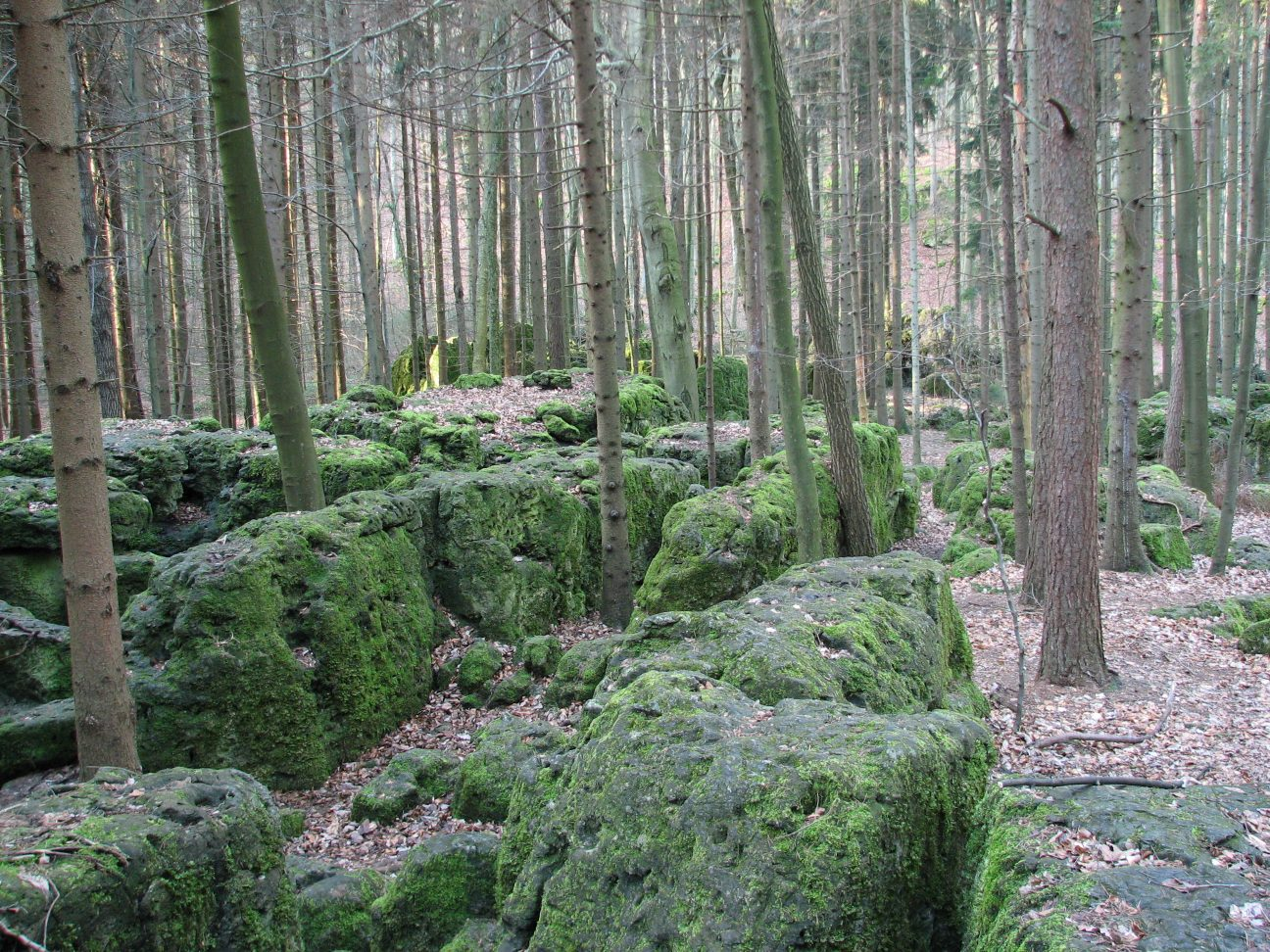
Blockförmige Karren im Druidenhain bei Wohlmannsgesees, Oberfranken

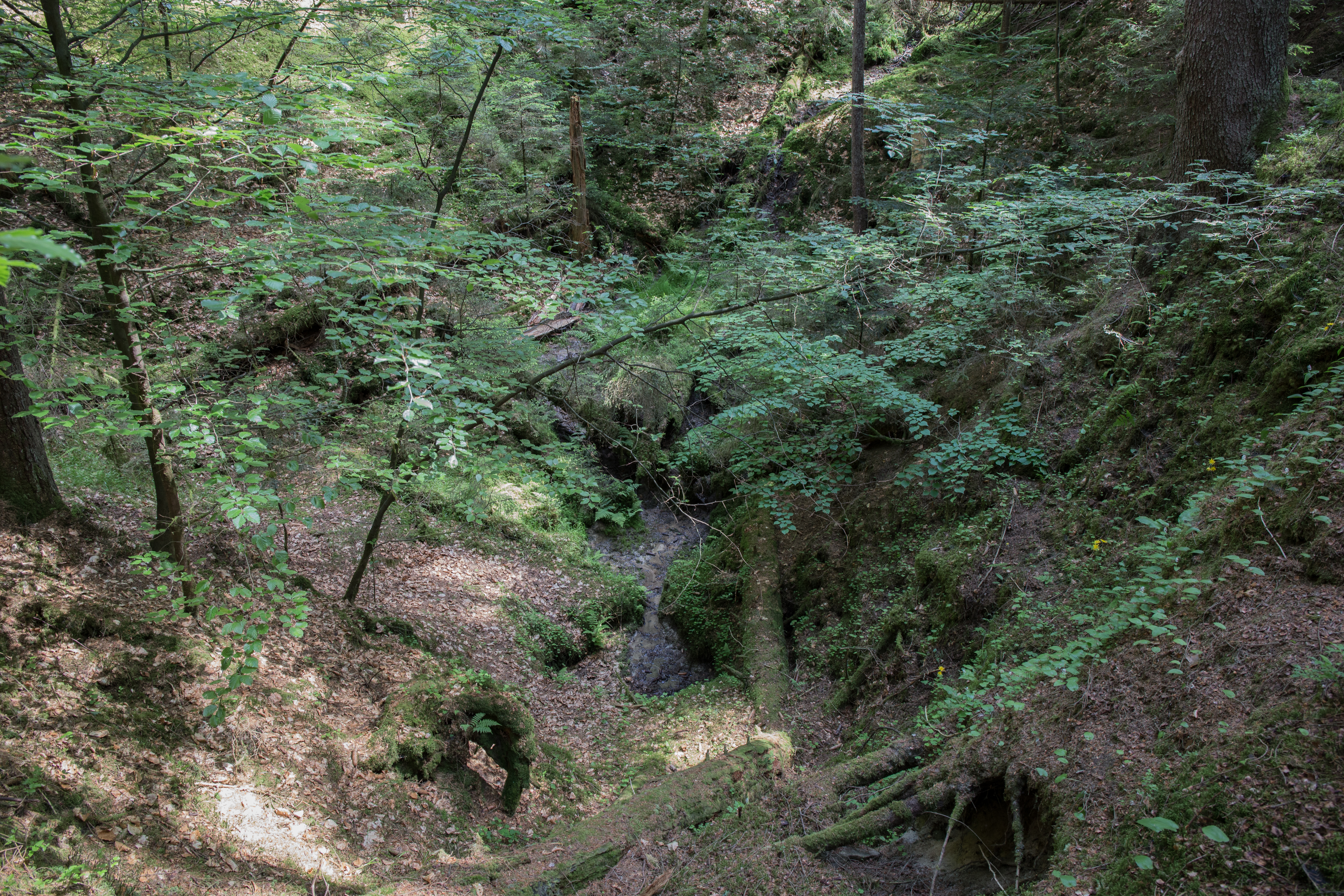
Ponorhöhle Teufelsbrunnen Eckersdorf/Donndorf bei Bayreuth, Blick auf den Boden der Doline mit dem Schluckloch

Mit Beginn der Oberkreide setzten Meereseinbrüche aus dem heutigen Ostalpen-Karpathenraum nach Ostbayern ein. Der erste Meeresvorstoß im unteren Cenomanium vor etwa 100 Millionen Jahren folgte wahrscheinlich einer nur schmalen Erosionsfurche längs der Pfahlzone und drang bis in die Gebiete der heutigen mittleren und nördlichen Oberpfalz, mutmaßlich sogar bis nach Hollfeld im nördlichen Teil der Fränkischen Alb vor. Die Oberkreide-Sedimente verschütteten das Unterkreide-Karstrelief vollständig. Mit dem Eintritt des Meerwassers in die Täler des Juragebirges stieg auch der Karstwasserspiegel in der Malmtafel an. Dort kam es zum Abtransport der in den Höhlen lagernden, eisenreichen Verwitterungsmassen in die wassererfüllten Poljen, in die meeresüberfluteten Täler am Jura-Ostrand sowie in die Oberpfälzer Bucht (siehe auch Oberpfälzisches Hügelland). Am Ende der Oberkreide zog sich das Meer wieder zurück. Das Gebiet wurde Festland, und es begannen die Abtragungsprozesse, welche noch andauern.

### Entwicklung im Paläogen und Neogen
Bereits im frühen Paläogen setzte unter tropischen Klimabedingungen erneut flächenhafte Verkarstung der Malmtafel ein. Im Laufe der Jahrmillionen wurden die Oberkreidesedimente immer mehr abgetragen, so dass das unterkretazische Relief teilweise wieder freigelegt und weiter korrodiert und erodiert wurde.
Von den höher liegenden kretazischen, zeitweise reaktivierten, dann wieder trockengefallenen Höhlensysteme blieben teilweise nur noch Reste erhalten, welche heute auf isolierten Bergkuppen liegen und oftmals nur noch ein dünnes Dach aufweisen. Die erste Anlage der heutigen (Trocken-)Talsysteme erfolgte vermutlich im Miozän, vor 23 Millionen Jahren. Die nahezu vollständige Ausräumung der Kreidesedimente und somit die Wiederaufdeckung der unterkretazischen Malmkarstoberfläche erfolgte mit Beginn des Pliozäns ab 5,3 Millionen Jahren. Die groben Züge der heutigen Landschaft entstanden bis zum Ende bis Neogens.

### Entwicklung im Quartär
Im Quartärs herrschte während des Pleistozän (etwa von 2,6 bis 0,012 Millionen Jahren) eine Folge von Kaltzeiten (Glaziale) und Warmzeiten (Interglaziale). Der süddeutsche Raum erlebte die Günz-, Mindel-, Riß- und Würm-Eiszeiten. Die Fränkische Alb lag zwischen diesen Alpen-Gletschern und dem nördlichen Inlandeis. Der Albbereich war geprägt durch eine Tundra und Kältesteppe, ähnlich dem heutigen Sibirien. Tiefreichende Schichten über einem Permafrostboden unterlagen einer Folge von Abtauen und erneutem Gefrieren. Diese Wechsel arbeiteten die Gesteinshorizonte auf, und der im Sommer stark wasserhaltige Boden wanderte als Fließerde und Blockschutt die Hänge herab. Lang anhaltende, eisige Winde verwehten das verwitterte Gesteinsmaterial als Flugsand oder Löss und lagerten es in geschützten Lagen wieder ab.
Über dem Dauerfrostboden konnten die Flüsse sich nicht in die Tiefe sägen, waren aber während der Auftauperioden im Sommer sehr wasserreich. Entsprechend dem zyklischen Klimagang entstanden so in den Kaltzeiten in den Tälern Akkumulationen. In den Warmzeiten war wiederum Tiefenerosion möglich.
Im Holozän, dem aktuellen Zeitabschnitt (ab 0,012 Millionen Jahren), entstanden Flugsandablagerungen und Dünen.

## Albüberdeckung
Große Teile der Albhochfläche sind mit einer lehmig-tonigen Schicht überdeckt. Unter dieser Albüberdeckung liegen oft die so genannten Schutzfeldschichten aus der Kreidezeit, die aus bunten, oft leuchtend roten, gelegentlich grobsandigen bis kaolinitischen Lehmen bestehen. Aus diesen Sedimenten wird geschlossen, dass die Karstlandschaft der Fränkischen Alb zumindest teilweise in der Unterkreidezeit entstand und damit über 100 Millionen Jahre alt ist. In der Oberkreide wurden unter lateritischen Verwitterungsbedingungen auch die Farberden gebildet, die u. a. bei Amberg, Pommelsbrunn und Betzenstein bis in die Neuzeit hinein abgebaut wurden.
Die lehmig-tonige Albüberdeckung entstand unter dem tropischen Klima des Paläogens durch die Verwitterung von Malmkalken und -mergeln. Die Lehme der Albüberdeckung wurden während der Kaltzeiten durch Vorgänge des Bodenfließens (Solifluktion) umgelagert und mit geringer verwitterten Malmrückständen und kretazischen Resten vermischt. Heute lagern die meist 5 bis 15 Meter mächtigen Albtone und -lehme größtenteils über gebankten Kalken und greifen nur selten über die Dolomitvorkommen hinweg.
In den Lehmen und Tonen der Albüberdeckung finden sich regional in stark wechselnder Konzentration rotbraune bis schwarze, erbsen- bis bohnenförmige Erzkügelchen bis etwa 2 cm Durchmesser. Diese sogenannten Bohnerze sind Brauneisenerz-Konkretionen, die ihre Entstehung einer Eisenerzausfällung aus Verwitterungslösungen im Boden verdanken. Wahrscheinlich bereits von der Hallstattzeit (ab etwa 800 v. Chr.) wurden diese Bohnerze in vielen Erzschürfen abgebaut und zu Eisen verhüttet.
Obwohl die Albüberdeckung nur geringmächtig ist, wird sie häufig landwirtschaftlich genutzt. Als charakteristisches Merkmal haben sich die Kalkscherbenäcker herausgebildet. Sie sind gekennzeichnet durch eine hohe Anzahl oberflächig vorhandenen Kalksteinbruchstücke bzw. -scherben. Diese werden wiederkehrend durch Forsteinwirkung und Bodenbearbeitung an die Oberfläche gebracht, erschweren die Feldarbeit und verringern den Ertrag.
Sowohl die kretazischen Schutzfeldschichten als auch die paläogenen Tone der Albüberdeckung wirken als wasserstauende Horizonte, auf denen sich das Niederschlagswasser in kleinen Tümpeln sammeln kann.

## Auswirkungen der Verkarstung
Das auffälligste Merkmal von Karstregionen ist das weitgehende Fehlen von oberirdischen Flüssen. Die Entwässerung dieser Landschaften erfolgt seit Jahrmillionen unterirdisch. Die Niederschläge versinken in den Klüften und Spalten der Carbonatgesteine, wobei sich diese Trennfugen im Gebirge ständig unter der Einwirkung des im Niederschlagswasser enthaltenen Kohlendioxids erweitern und im Laufe von Jahrtausenden zu teils beträchtlichen unterirdischen Hohlräumen werden. Durch das Zusammenspiel von ober- und unterirdischer Auflösung und Entwässerung entstand auf den Kalk- und Dolomitgesteinen in Jahrmillionen die reizvolle und kleinräumige Karstlandschaft der Fränkischen Alb.
Während des Holozäns wurde der vormals karge Tundra- und Kaltsteppenboden wieder vermehrt von Büschen und Bäumen besiedelt. So bildete sich die Grundlage für eine menschliche Besiedelung. Im 16. vorchristlichen Jahrhundert, im sogenannten Subboreal (von 3.710–450 v. Chr.), führten die meisten Trockentäler der Albhochfläche noch Wasser. Einige von ihnen waren noch bis ins Mittelalter wasserführend. Die heutigen Flusstäler waren damals überwiegend versumpft und zur Dauerbesiedlung nicht geeignet. Die seinerzeit noch relativ gute Wasserversorgung der Albhochfläche war daher für ihre Besiedlung besser geeignet. Überreste von Siedlungen stammen aus der Hügelgräberbronzezeit (ab etwa 1.600 v. Chr.). Sie liegen häufig oberhalb der ehemaligen Quelltöpfe in den heutigen Trockentälern. Später errichteten in der frühen Hallstattzeit (ab etwa 800 v. Chr.) die Kelten ihre Wohnstätten und bauten auf den Dolomitkuppen der Alb beeindruckende Höhenburgen und Viereckschanzen.
Die intensiven Verkarstungserscheinungen in den Kalken, Mergeln und Dolomiten der Weißjuraschichten bedingten eine extreme Wasserarmut auf der Alb, unter der die Bevölkerung auf der gesamten Albhochfläche jahrhundertelang zu leiden hatte. Überwiegend wird die Karsthochfläche aus stark wasserdurchlässigen Dolomitkuppen aufgebaut, die durch große Trockentalwannen getrennt sind. Nur die Böden der Karstwannen aus den braunen Alblehmen und Lehmen der Schutzfeld-Schichten konnten Wasser zurückhalten.
Die Ortschaften auf der Albhochfläche wurden deshalb bevorzugt auf diesen – nur regional verbreiteten – wasserstauenden Schichten angelegt. Das Oberflächenwasser sammelte sich in vorhandenen Tümpeln oder in angelegten Hüllen (Erdgruben). Diese Hüllen dienten zur Minimaldeckung des Wasserbedarfs von Mensch und Tier. Zusätzlich wurde das Regenwasser von den Hausdächern in Zisternen aufgefangen oder mühsam mit Fuhrwerk oder mit Menschenkraft aus Bächen in Tälern oft über steile Wege herauf geschafft. Diese Wassernot mit den meistens schlechten und gesundheitsgefährdenden Wässern in den Hüllen und Zisternen bewirkte eine sehr niedrige Einwohnerzahl und hohe Kindersterblichkeit. Auch das Vieh war betroffen. Es war oft krank, abgemagert und überarbeitet.
Eine Rohrnetz-Wasserversorgung für die Ortschaften gab es aus Geldmangel vor etwa 1938 noch nicht. Erst nach dem Zweiten Weltkrieg erfolgte die Erweiterung durch die nunmehr hier stationierten amerikanischen Truppen bis auf die heutige Größe. In der Folgezeit wurde die Infrastruktur ausgebaut, und der Tourismus entwickelte sich. Davon profitierten die Bewohner in zunehmendem Maße.

## Hydrologie
Bei der unterirdischen Grundwasserleitung sind die nicht wasserdurchlässige Schicht, der Grundwassernichtleiter, oder auch Aquifuge genannt, und der Grundwasserleiter, auch Aquifere (Wasserträger) bezeichnet, von besonderer Bedeutung. Der Grundwassernichtleiter bildet die Sohle des Wasserflusses, während in dem Grundwasserleiter mit seinen Poren, Klüften und anderen Hohlräumen das Wasser fließen kann. Diese Schichten liegen in wechselnder Schichtfolge übereinander, wobei die Schichtdicken zum Teil stark variieren können. Meist sind die Grundwassernichtleiter deutlich geringmächtiger.
Karsthydrographisch können in der Frankenalb drei Hauptwasserwege unterschieden werden: Die tief eingeschnittenen, teils canyonartigen Haupttäler mit perennierenden Flüssen, die ausgedehnten, nur zur Schneeschmelze oder nach Starkniederschlägen Wasser führenden Trockentalsysteme auf den Hochflächen und das im Gebirgskörper ausgebildete Trennflächengefüge, welches mittelbar die Entstehung der wasserwegsamen Karstphänomene (z. B. Höhlen, Ponore, Dolinen, Karstquellen) sowie die Anlage der (Trocken-)Täler bedingt hat.
Die Wasser führenden Haupttäler der Frankenalb sind tief in das Karstgebirge eingeschnitten und stehen mit ihren Wasserreichtum im krassen Gegensatz zu den wasserlosen Hochflächen der Alb. Die Haupttäler markieren im tiefen Karst das Vorfluterniveau: Hier tritt das im umliegenden Karstgebirge strömende Wasser über teils starke Karstquellen wieder zu Tage.
Die in der Frankenalb stark ausgeprägten Trockentalsysteme sind auf das heutige Gewässernetz hin ausgerichtet; sie sind wesentlich engmaschiger als die heutigen Talnetze der benachbarten nicht verkarsteten Gebiete. Die Trockentäler zeigen alle geomorphologischen Formen fluviatiler Erosion. Ihre Ausformung erfuhren diese Trockentalsysteme unter eiszeitlichen Bedingungen durch die oberflächlich abfließenden Schmelzwässer über die durch Permafrost verschlossenen Karsthohlräume.
Die im Gebiet der Fränkischen Alb bestehen mehrere hydrologisch voneinander unabhängige Grundwasserleiter. Vom Liegenden (unten) zum Hangenden(oben) sind dies der Burgsandstein, der Rhätsandstein, der Doggersandstein, der Malmkarst sowie – untergeordnet – die quartären Talfüllungen.
Im Albvorland sind vor allem Burgsandstein und Doggersandstein ergiebige Aquifere, aus denen zahlreiche perennierende, ganzjährig Wasser führende Quellen entspringen. Der tonig ausgebildete Feuerletten der Trossingen-Formation stellt die Grundwasserdeckschicht dieses Aquifers und gleichzeitig die Grundwassersohle des Rhätsandstein-Aquifers dar.
Beim darüber liegenden Doggersandstein wirkt die unterlagernde Opalinuston-Formation (Dogger alpha) wasserundurchlässig und stellt die Sohle des Dogger-Aquifers dar. Grundwasserleitend sind die gebankten und meist gut geklüfteten Eisensandsteine des Dogger beta.
Der im oberen Teil des Doggersandsteins anstehende Disciteston wirkt regional als weitere Aquifuge. Die darüber folgenden Sandsteine des obersten Dogger beta sowie die Oolithkalke und Mergelkalke des Dogger gamma bis epsilon besitzen ebenfalls Grundwasser leitende Eigenschaften.
Die Ornatenton-Formation des Dogger zeta bildet zusammen mit den Kalkmergeln des Malm alpha eine Aquifuge, die den Dogger-Grundwasserleiter vom überlagernden Malm-Karstaquifer hydrologisch trennt.
Die höheren Malm-Schichten bilden überwiegend ein zusammenhängendes Grundwasserstockwerk. Lediglich im Malm gamma sind den Schichtcarbonaten Kalkmergellagen zwischengeschaltet, so dass hier regional "schwebende Grundwasserstockwerke" auftreten können. In seiner Gesamtheit stellt der Malm-Aquifer ein mächtiges, ergiebiges Karstwasser-Reservoir dar, welches aber aufgrund der karstspezifischen Oberflächenentwässerung und dem damit verbundenen Eintrag von Schadstoffen zunehmend gefährdet ist.

## Fossilien
Im Jura entwickelte sich in dem damals vorherrschenden warmen Klima vielfältiges Leben von Fauna und Flora an Land, im Wasser und in der Luft. In den Gesteinen der Fränkischen Alb hat sich eine große Anzahl von ihnen in Form von Fossilien mit oft beeindruckendem Detaillierungsgrad erhalten.

### Fossillagerstätten und Fundorte
Die Fossillagerstätten und Fundorte befinden sich in Tongruben, Steinbrüchen, (Groß-)Baustellen-Aufschlüssen bzw. Abraumhalden, z. B. von ICE-Tunnelbauten oder der Wasserstraße des Rhein-Main-Donau-Kanals, und auch als Oberflächenablagerungen.
Besonders bekannt sind der Wattendorfer Plattenkalk aus einem Steinbruch bei Wattendorf nahe Bamberg und die Solnhofener Plattenkalke des Landkreises Weißenburg-Gunzenhausen und des Landkreises Eichstätt. Sie zeichnen sich durch ein großes Spektrum von Fossilien  mit feinstem Erhaltungsgrad aus.

### Fossilierte Lebewesen
Als Fossilien sind praktisch alle damaligen Lebewesen erhalten. Exemplarisch wird nachstehend eine kleine Auswahl aufgeführt.

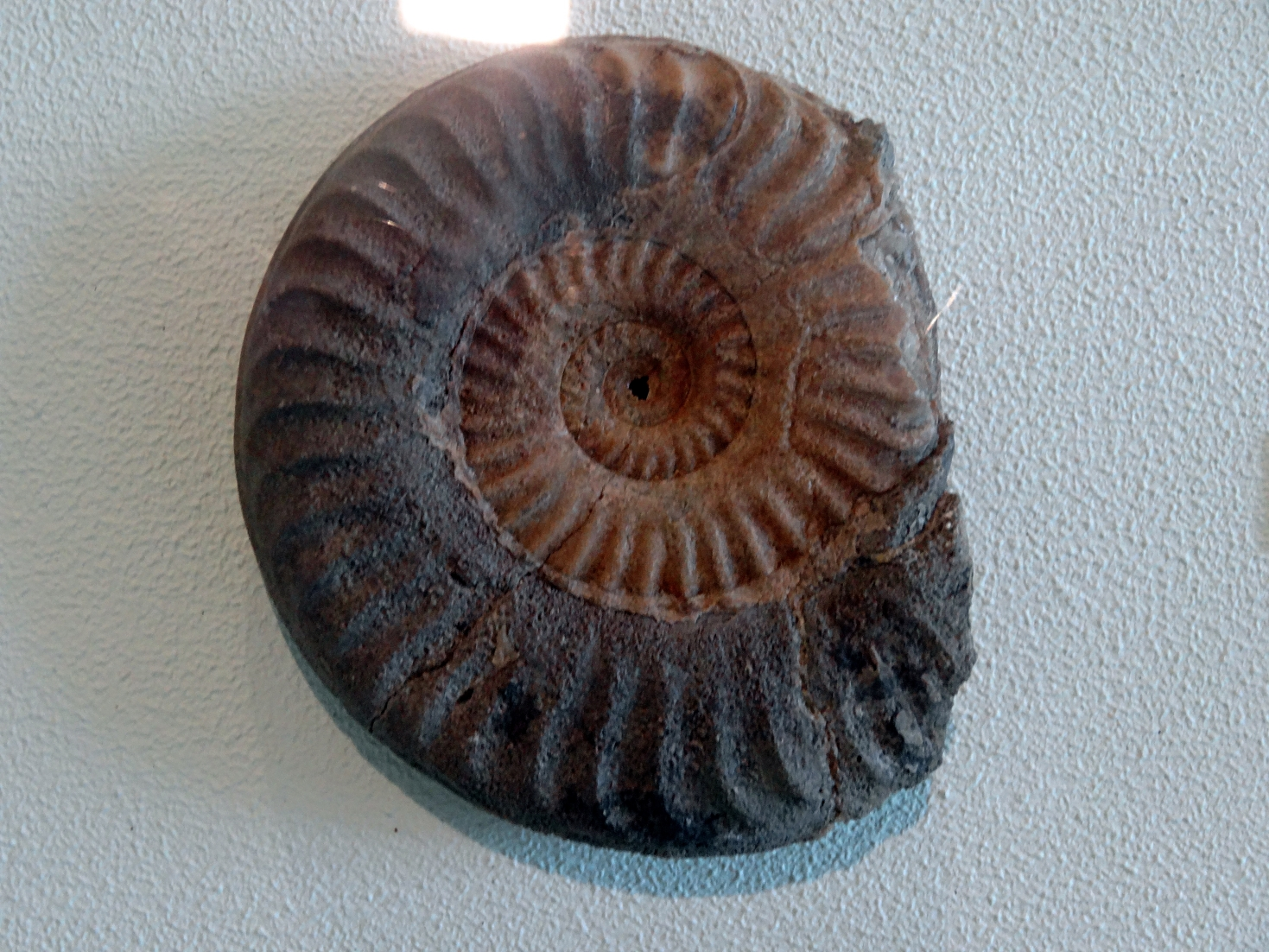
Ammonit Pleuroceras spinatum
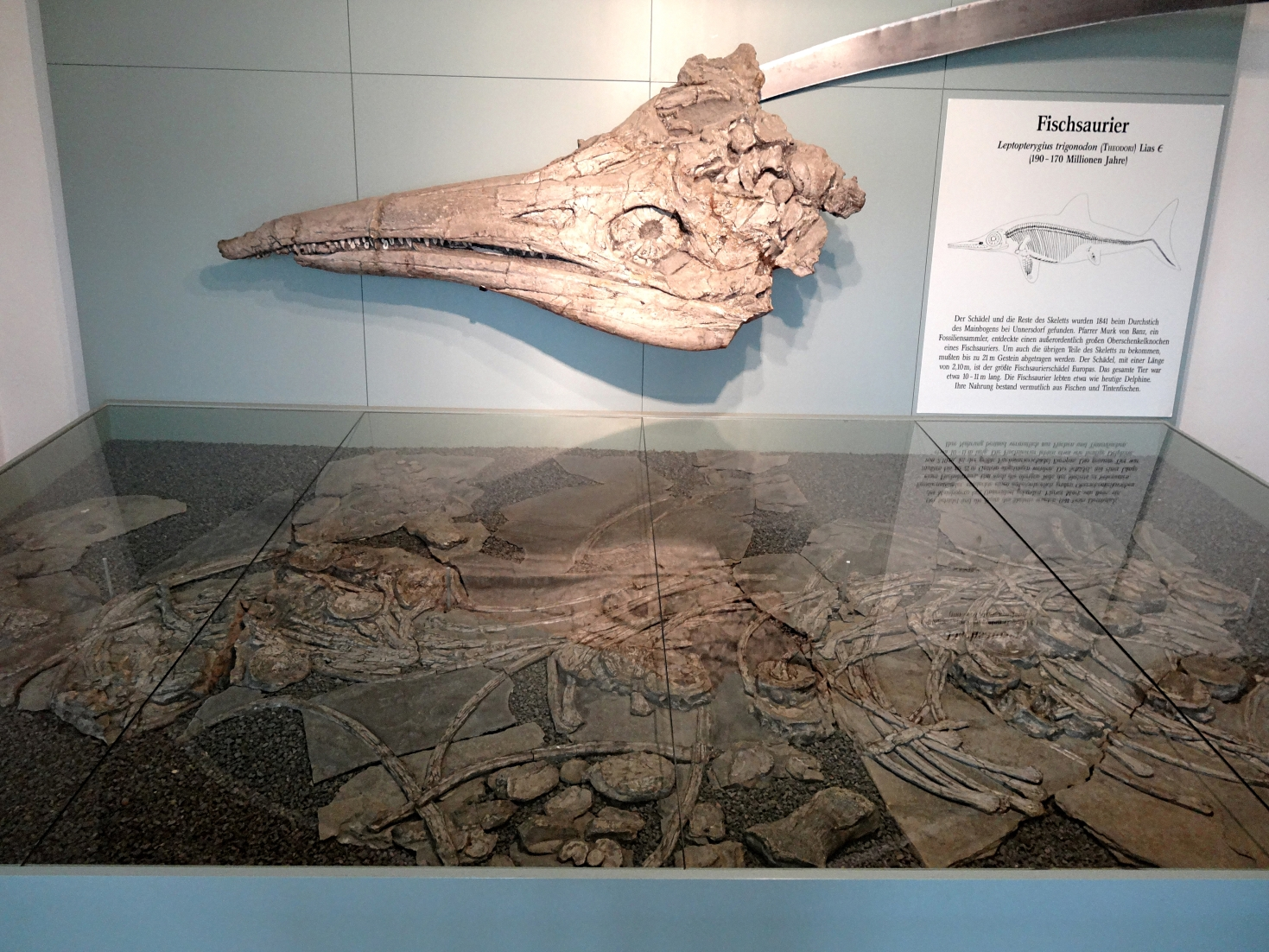
Ichthyosaurier Leptopterygius trigonodon, (Leptonectes) Schädel und Knochenlager
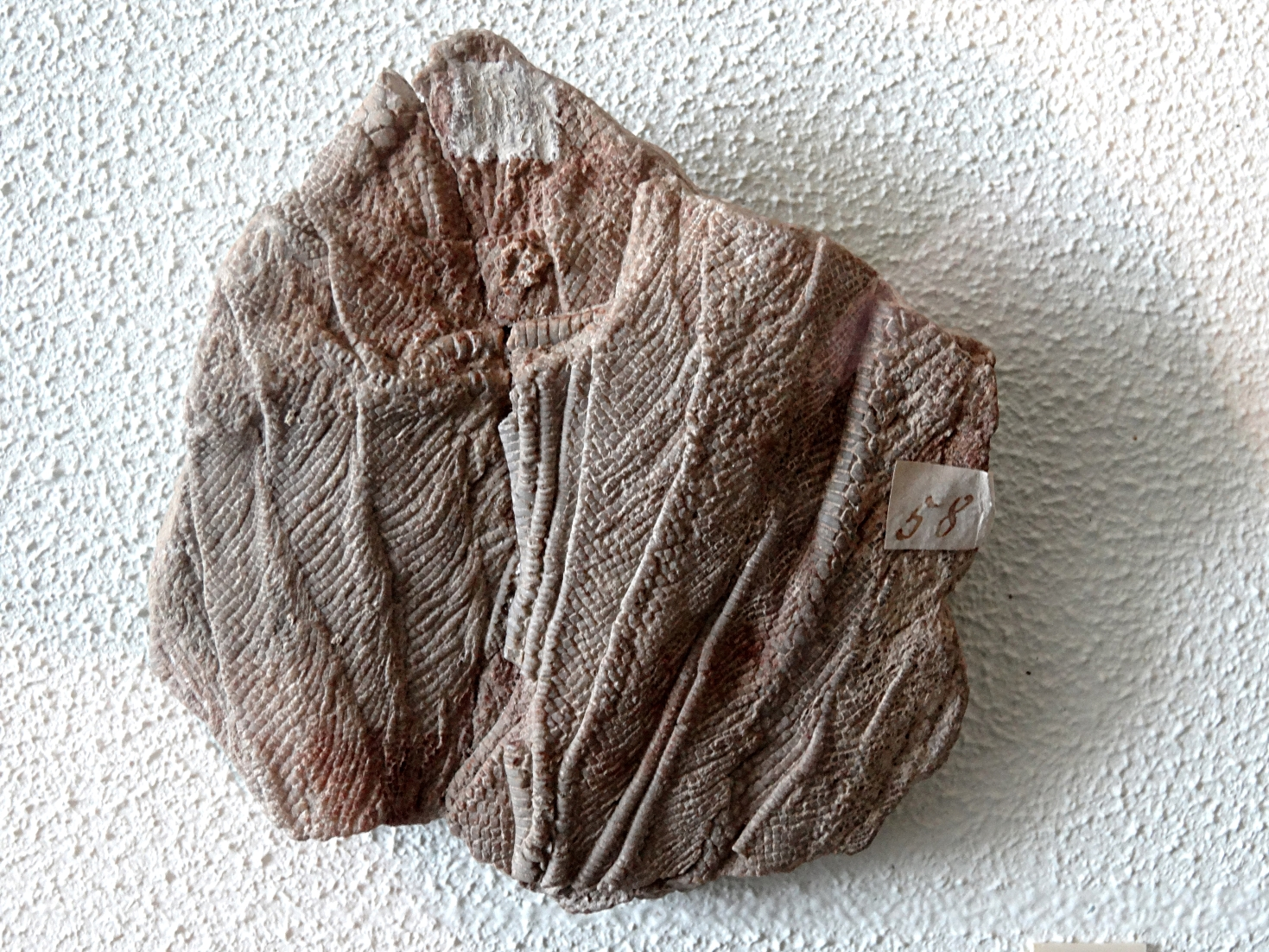
Seelilie Isocrinus basaltiformis, fein verzweigte Fangarme
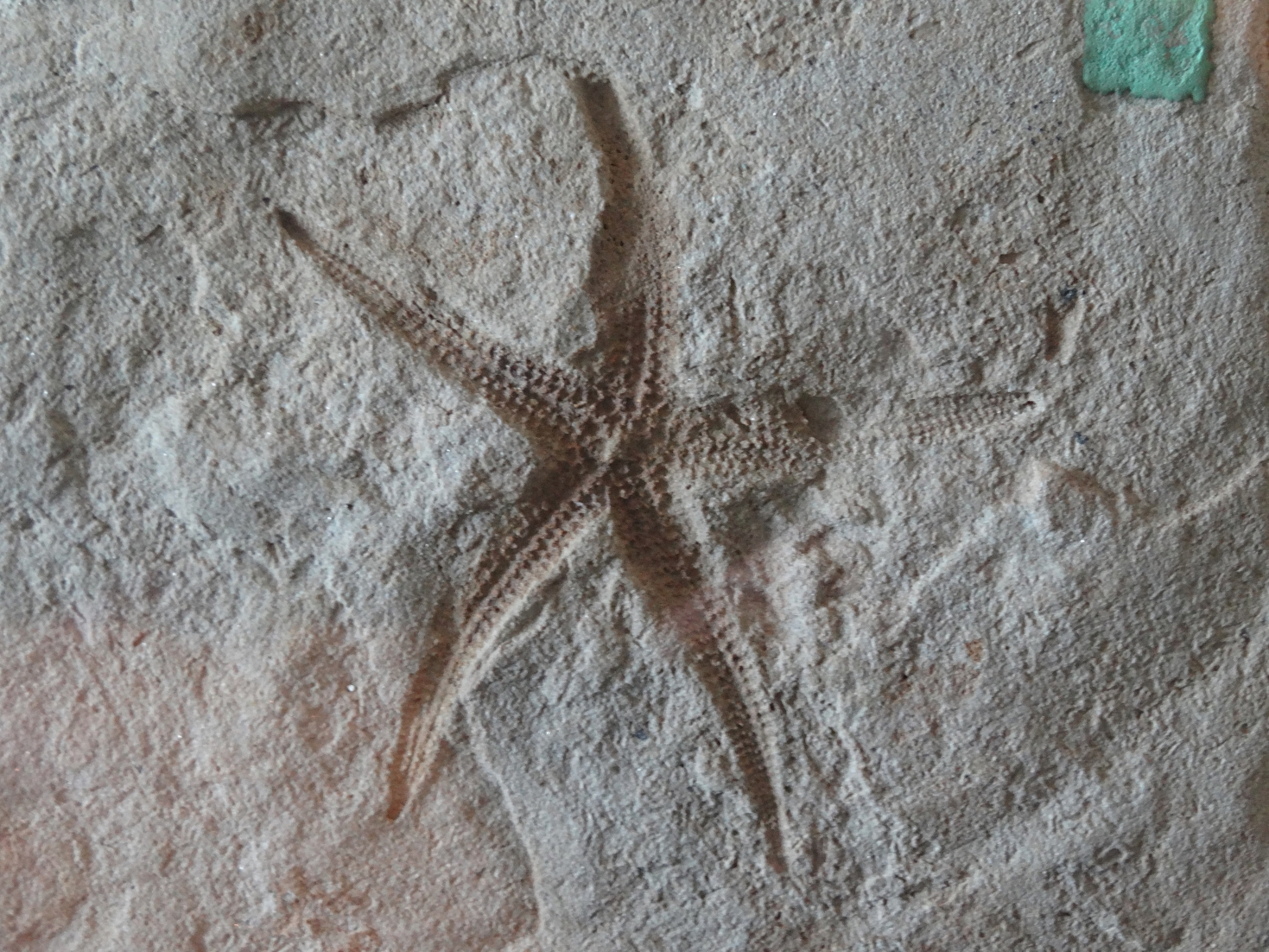
Seestern Pentasteria sp
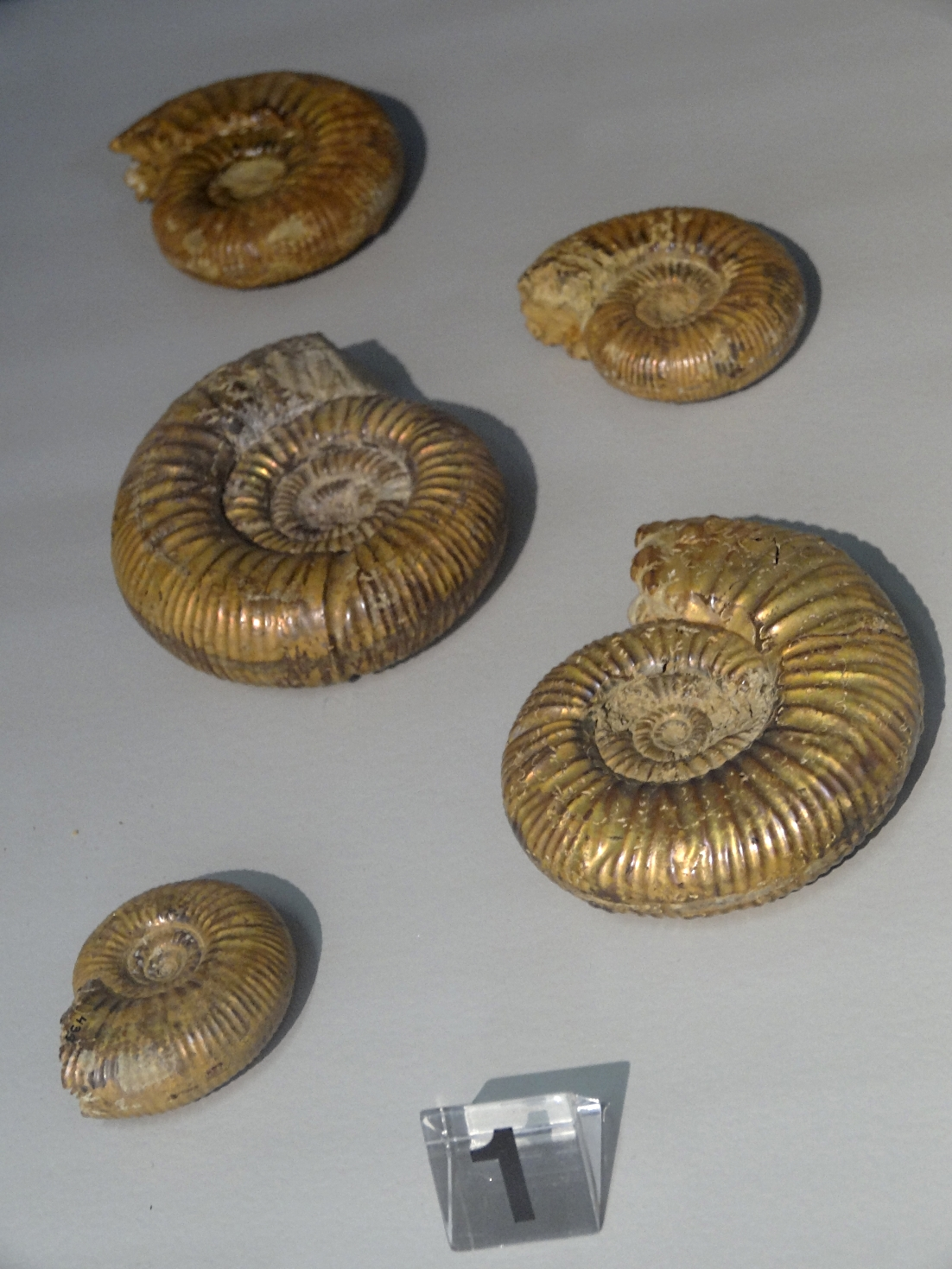
Ammoniten Homoeoplanulites, syn Choffatia
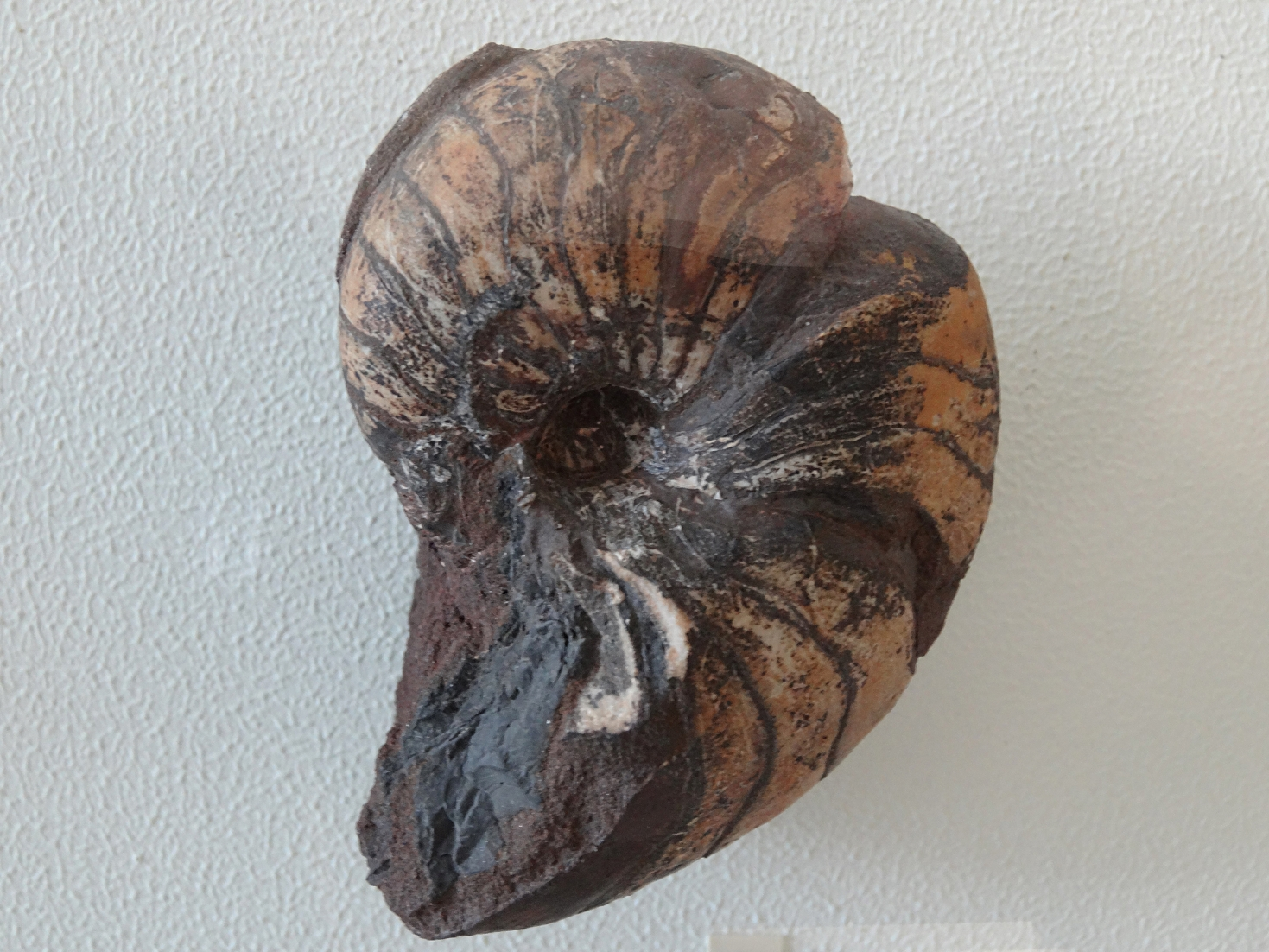
Nautilidae Pseudaganides
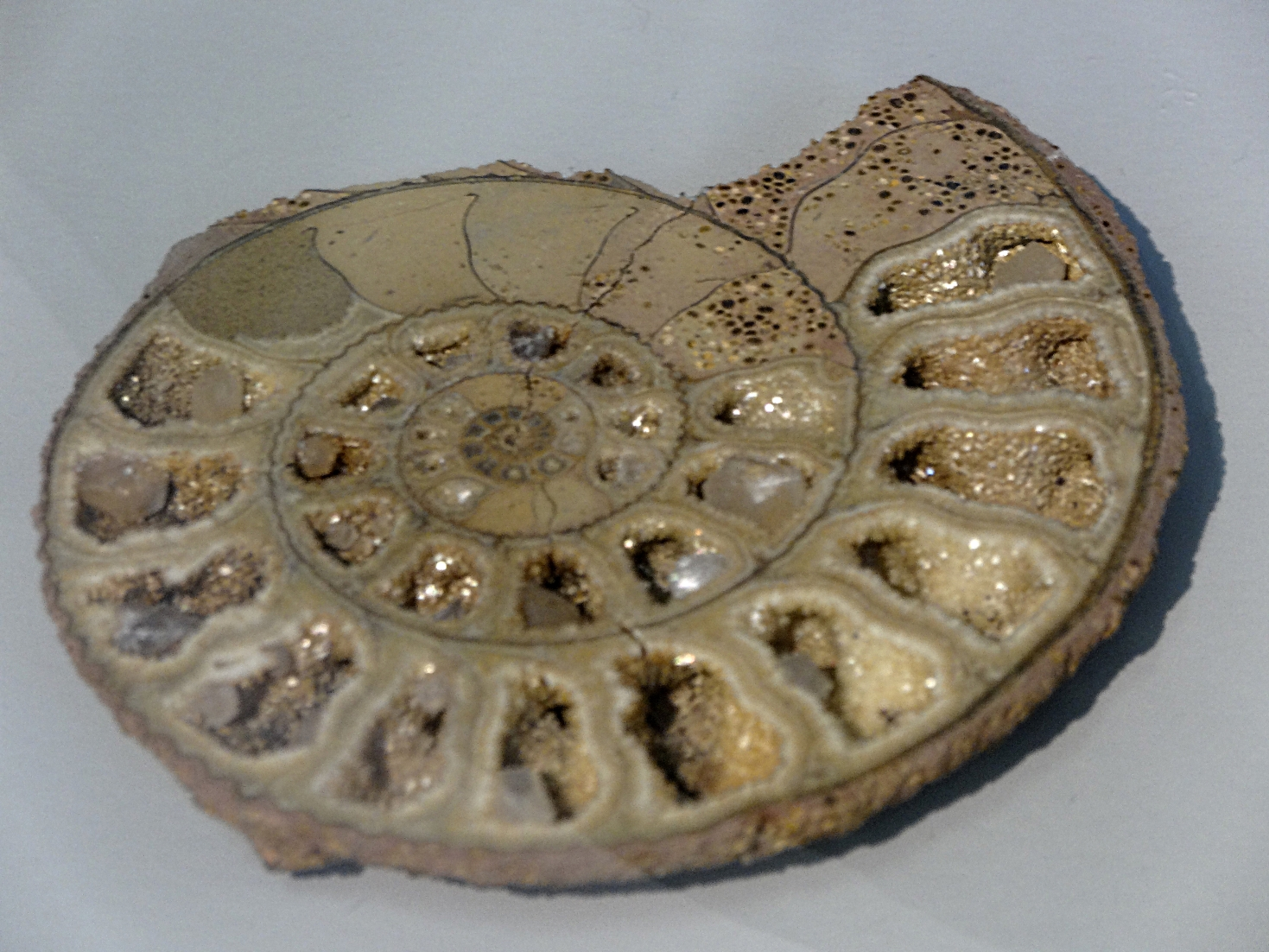
Ammonit Parkinsonia, Längsschnitt
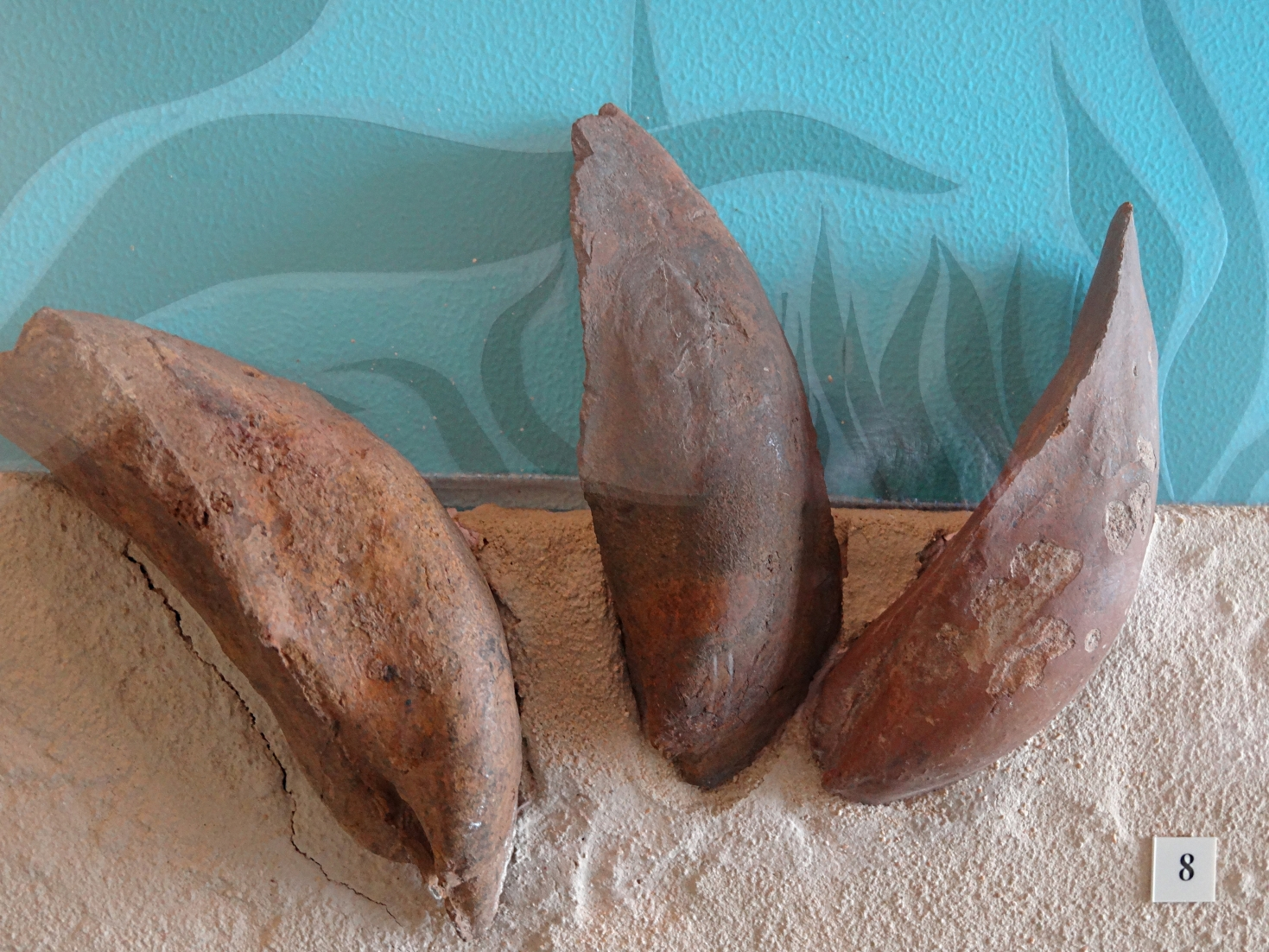
Krümmuschel Gervilleia hartmanni
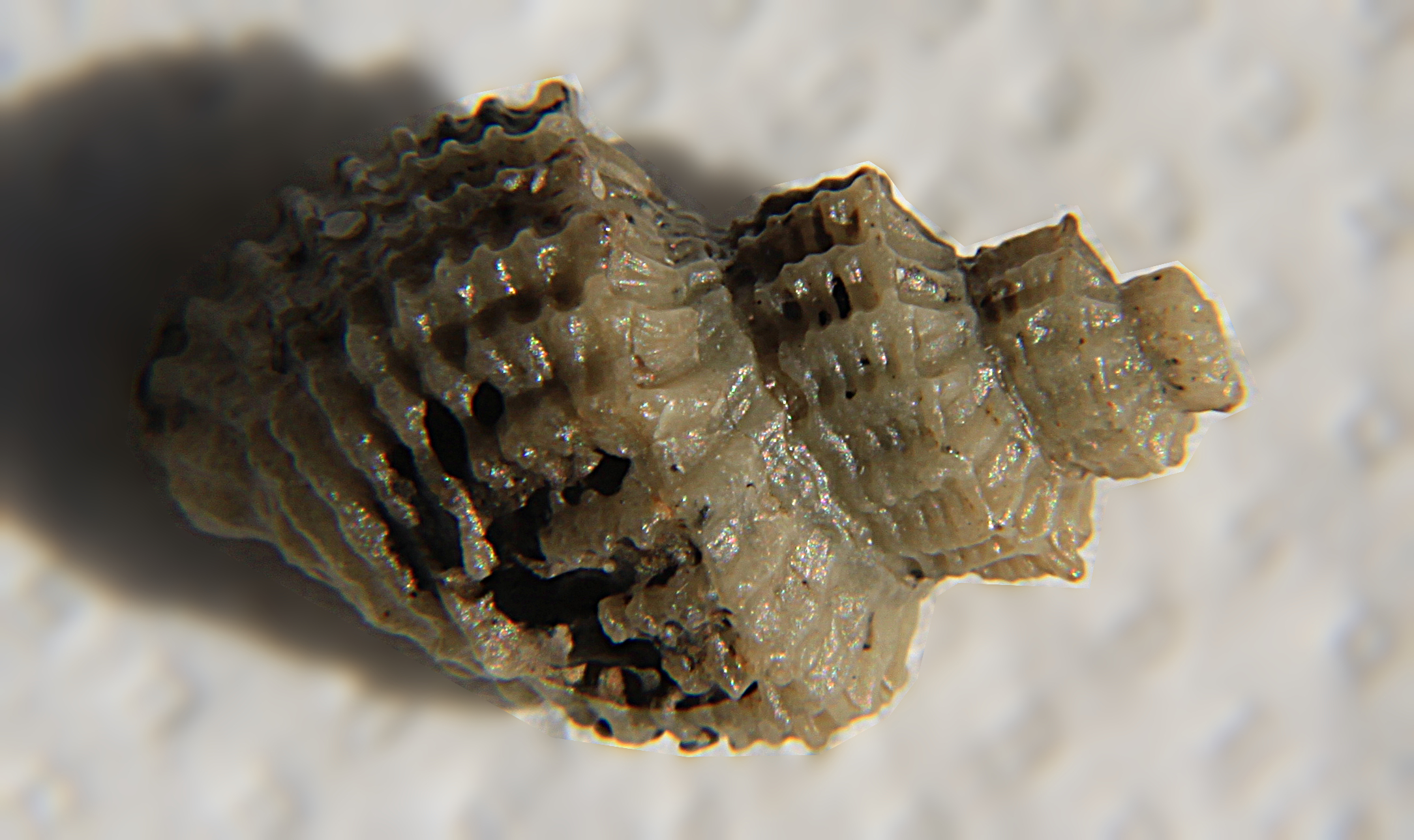
Meeresschnecke Purpurina serrata
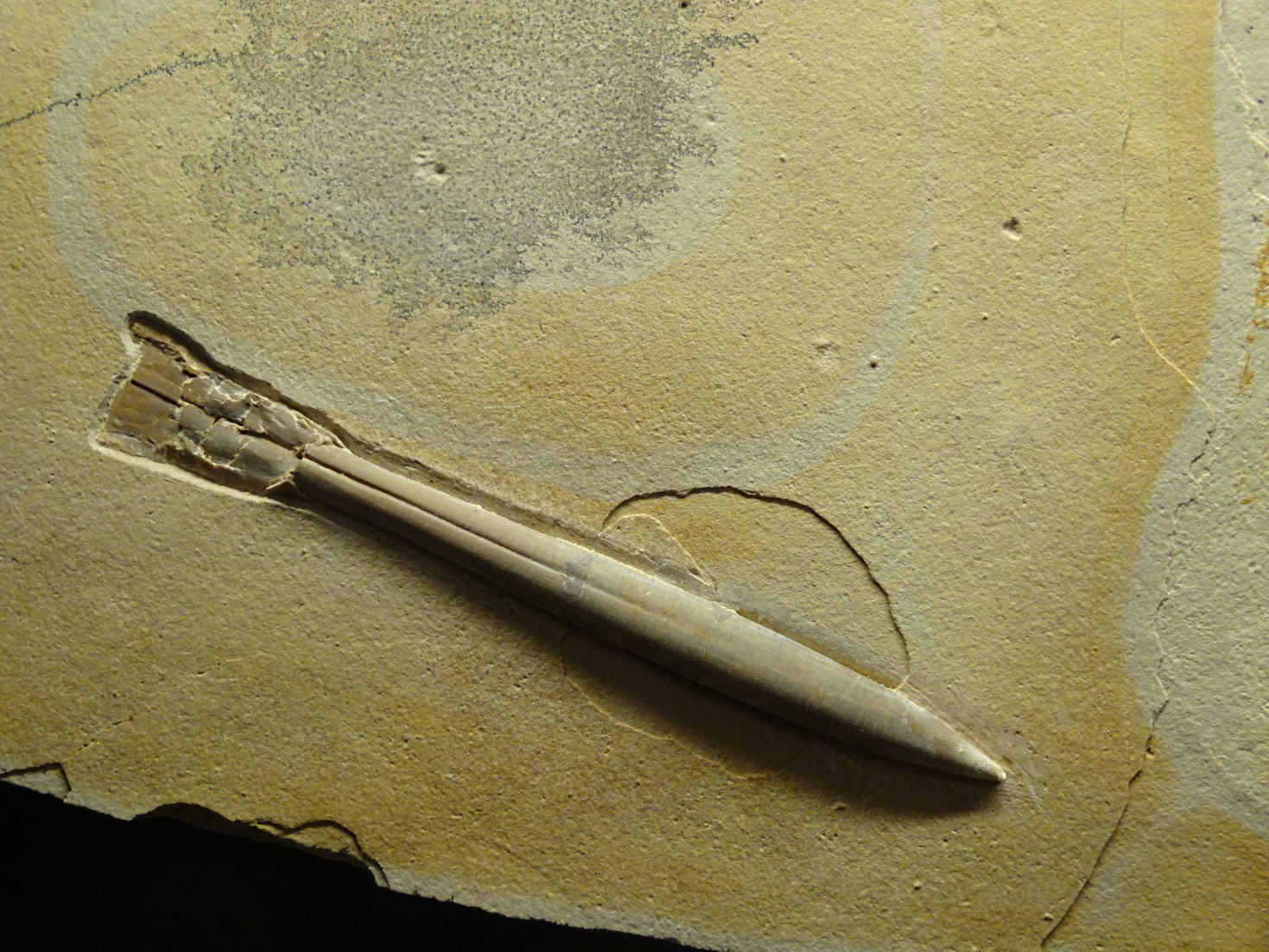
Belemnit Rostrum mit Teil vom Phragmokon
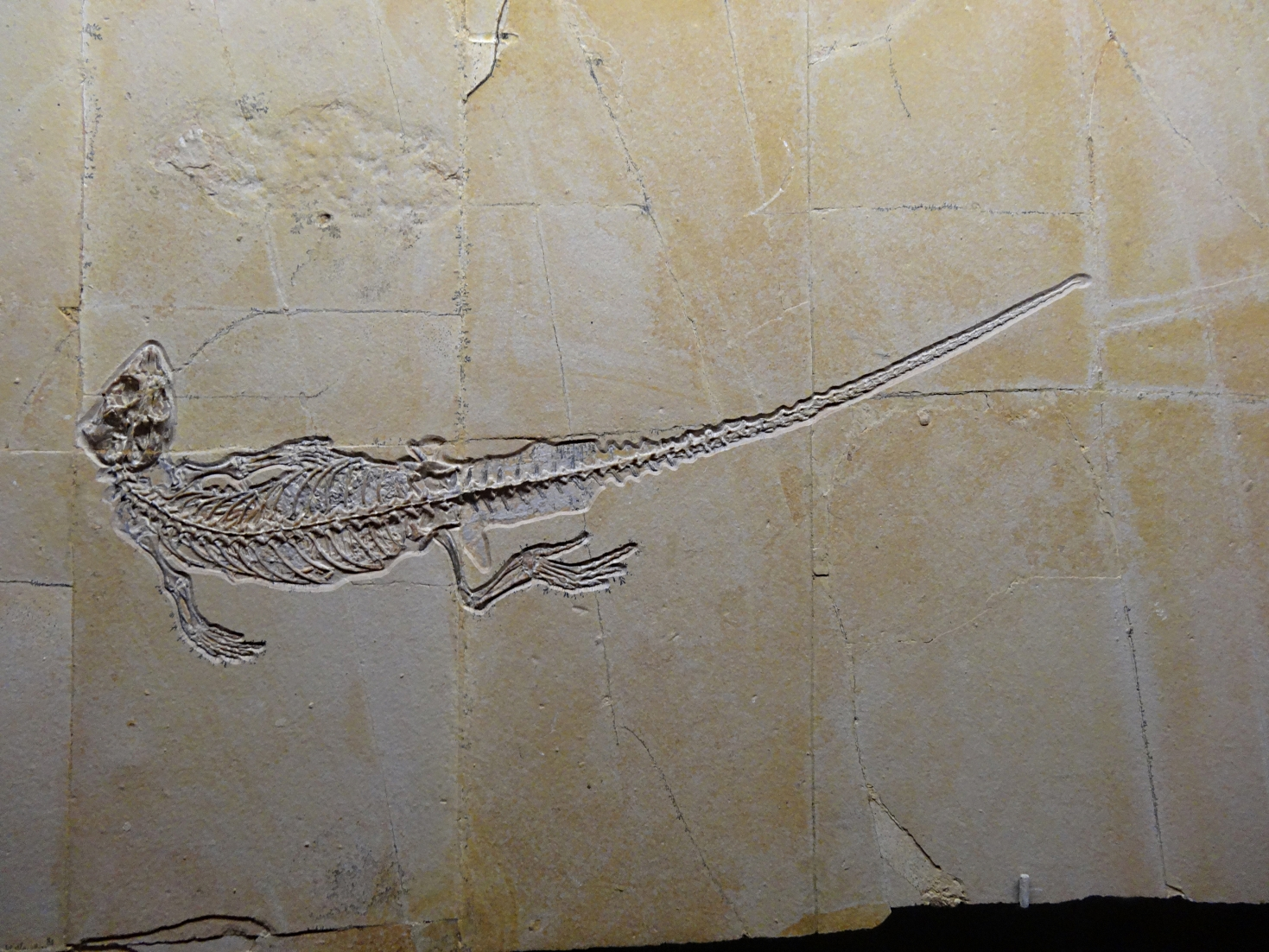
Brückenechse, unbestimmt
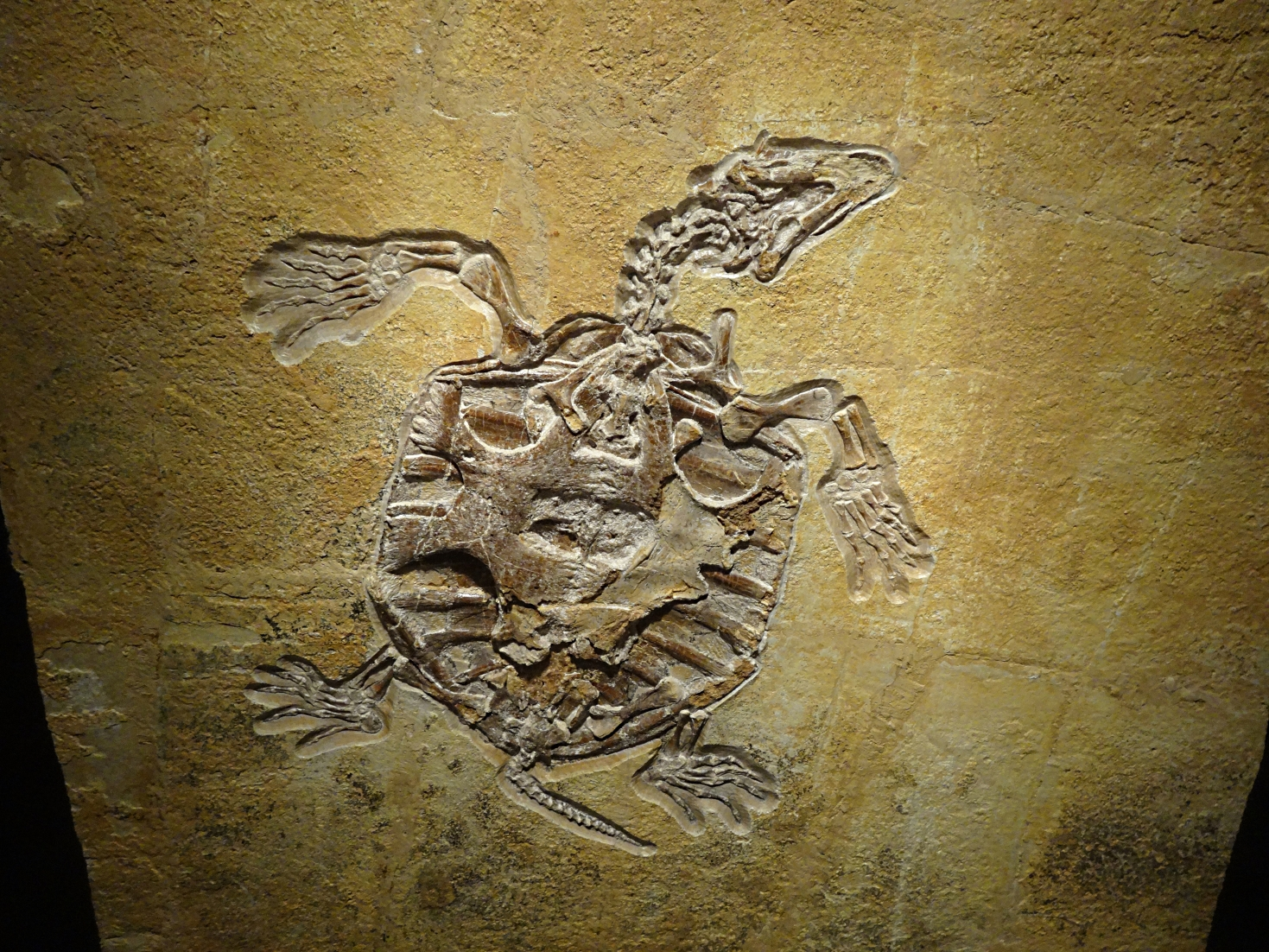
Schildkröte Eurysternidae, juvenil Bauchseite
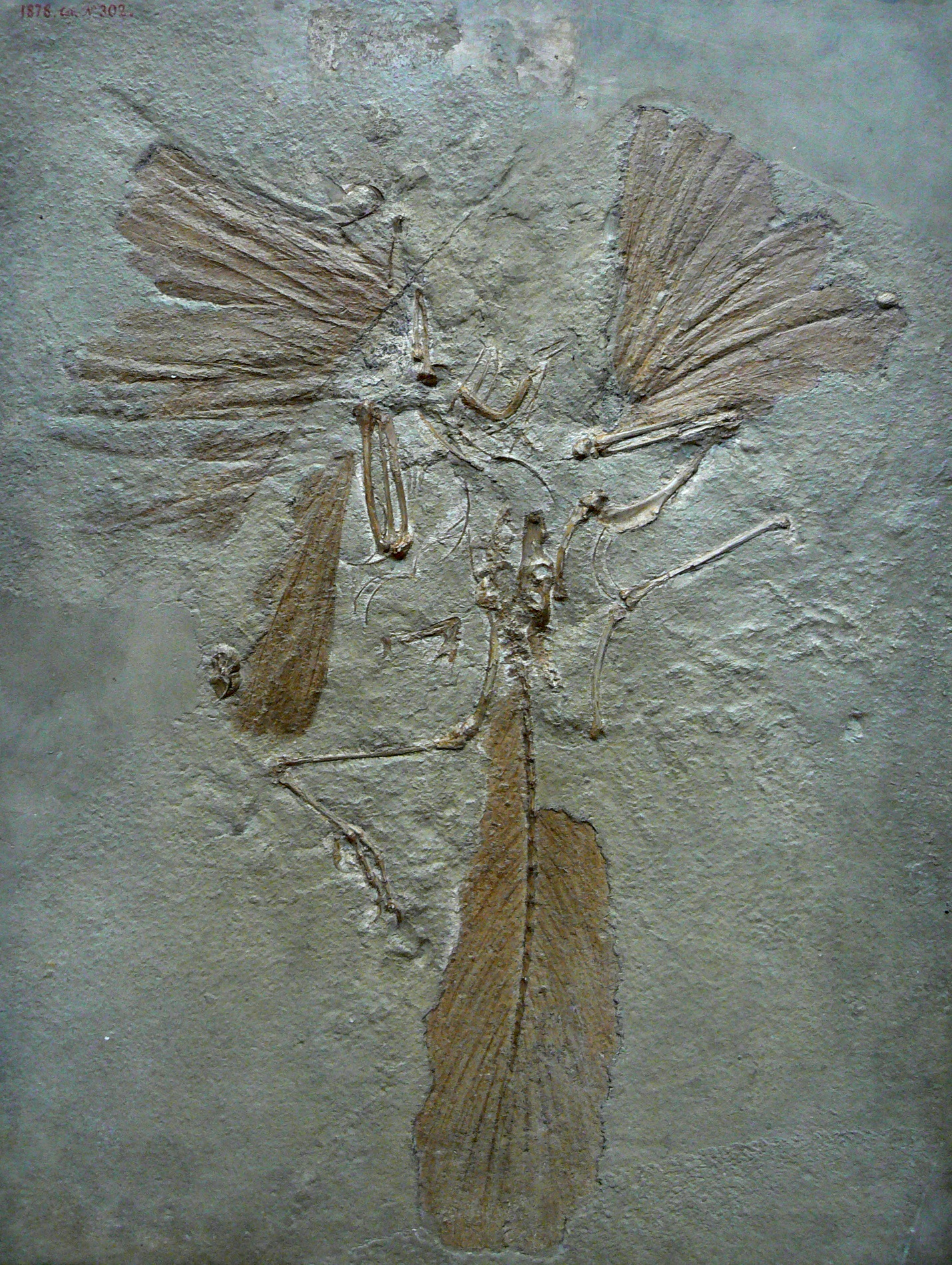
Archaeopteryx lithographica paris
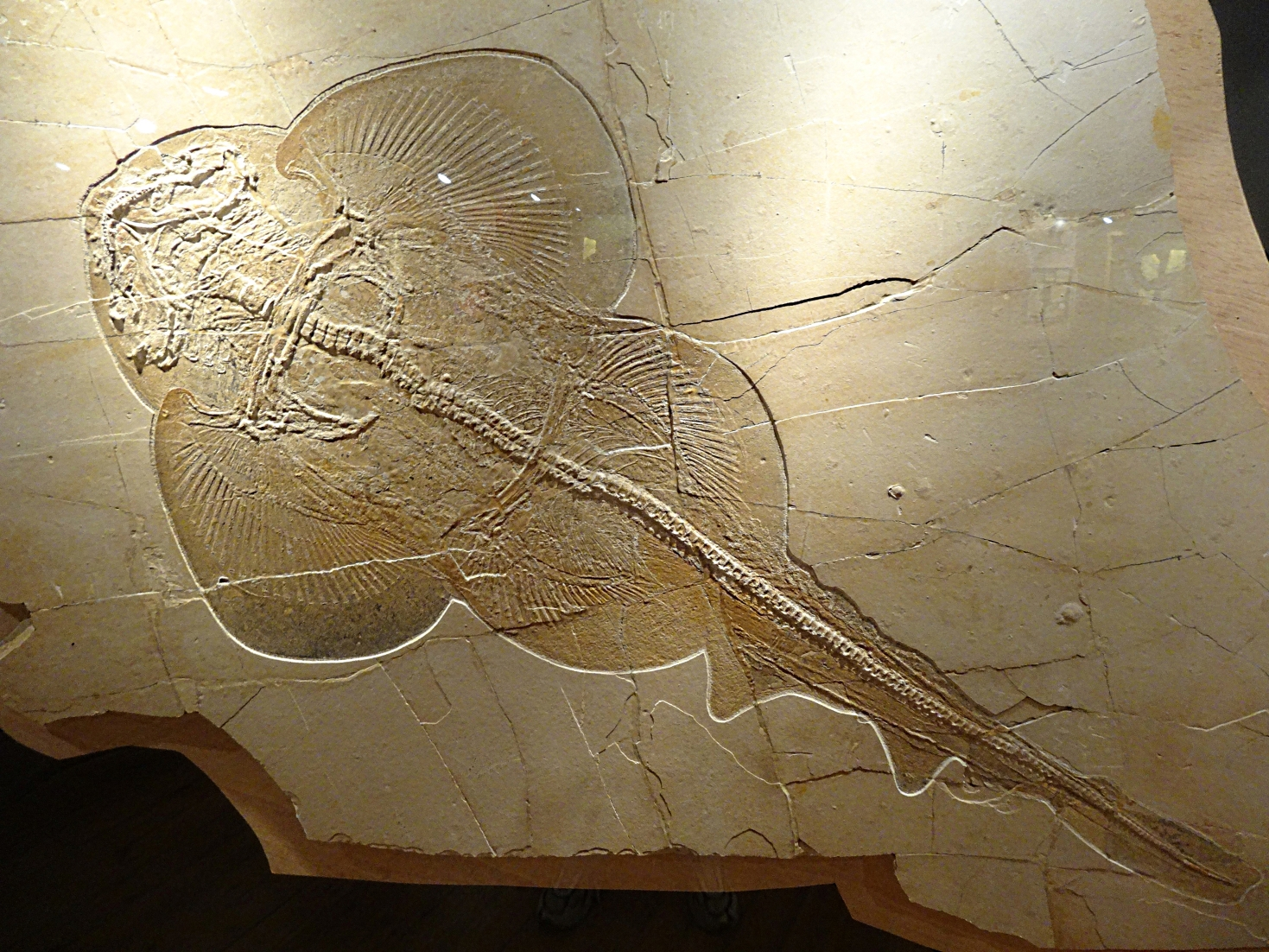
Engelhai Pseudorhina sp.
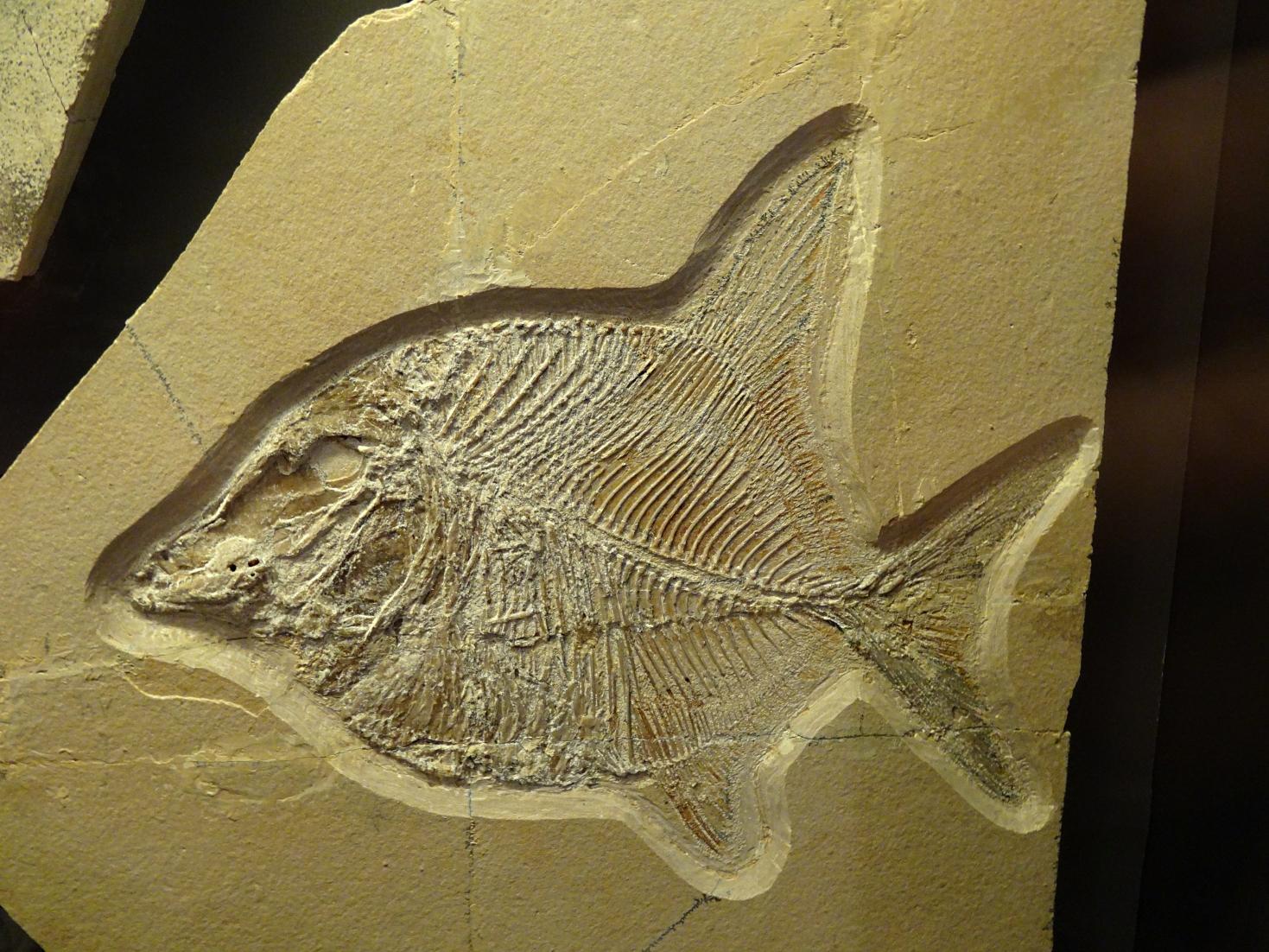
Knochenfisch Proscinets sp.
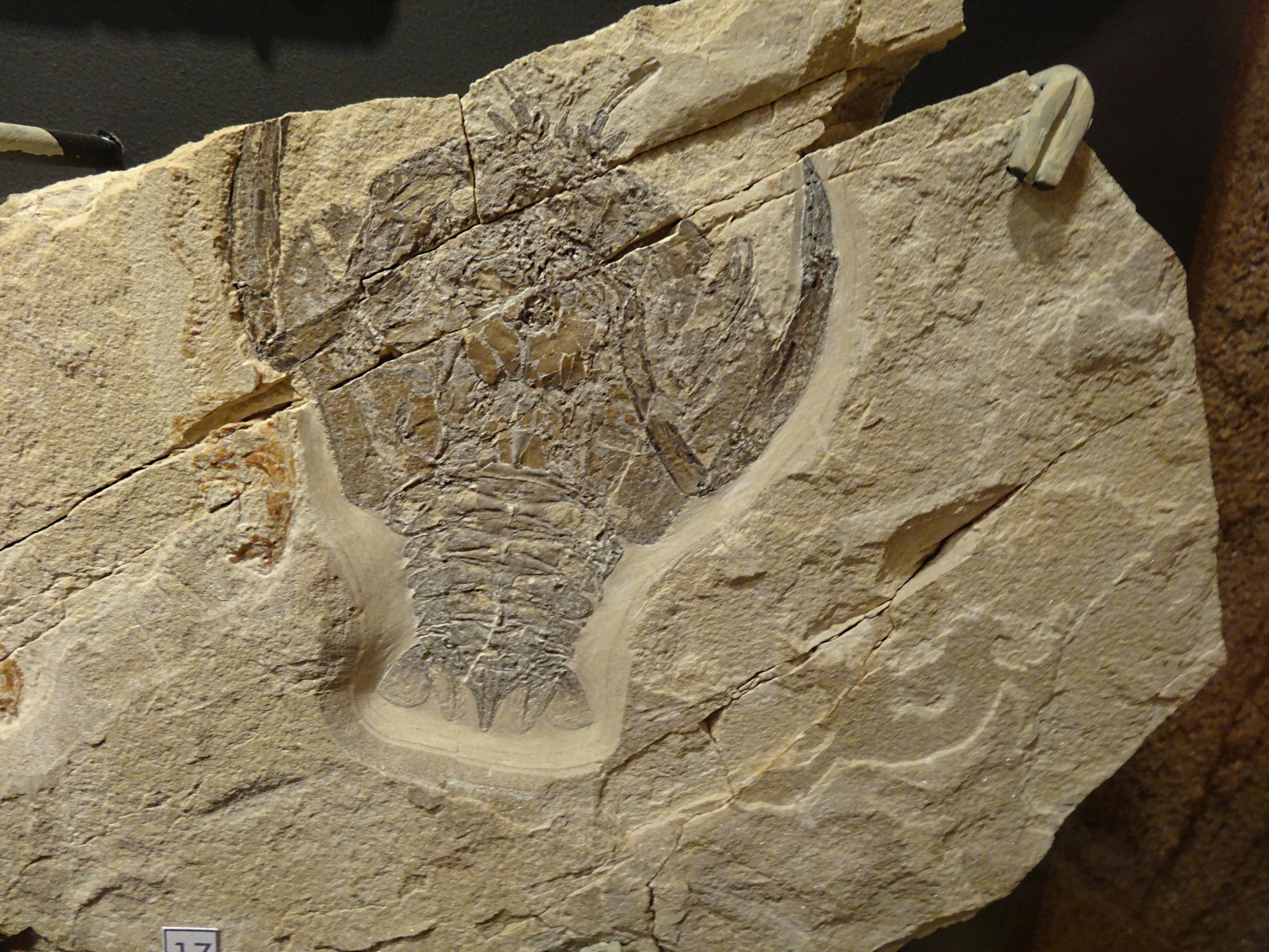
Panzerkrebs Soleryon schorri
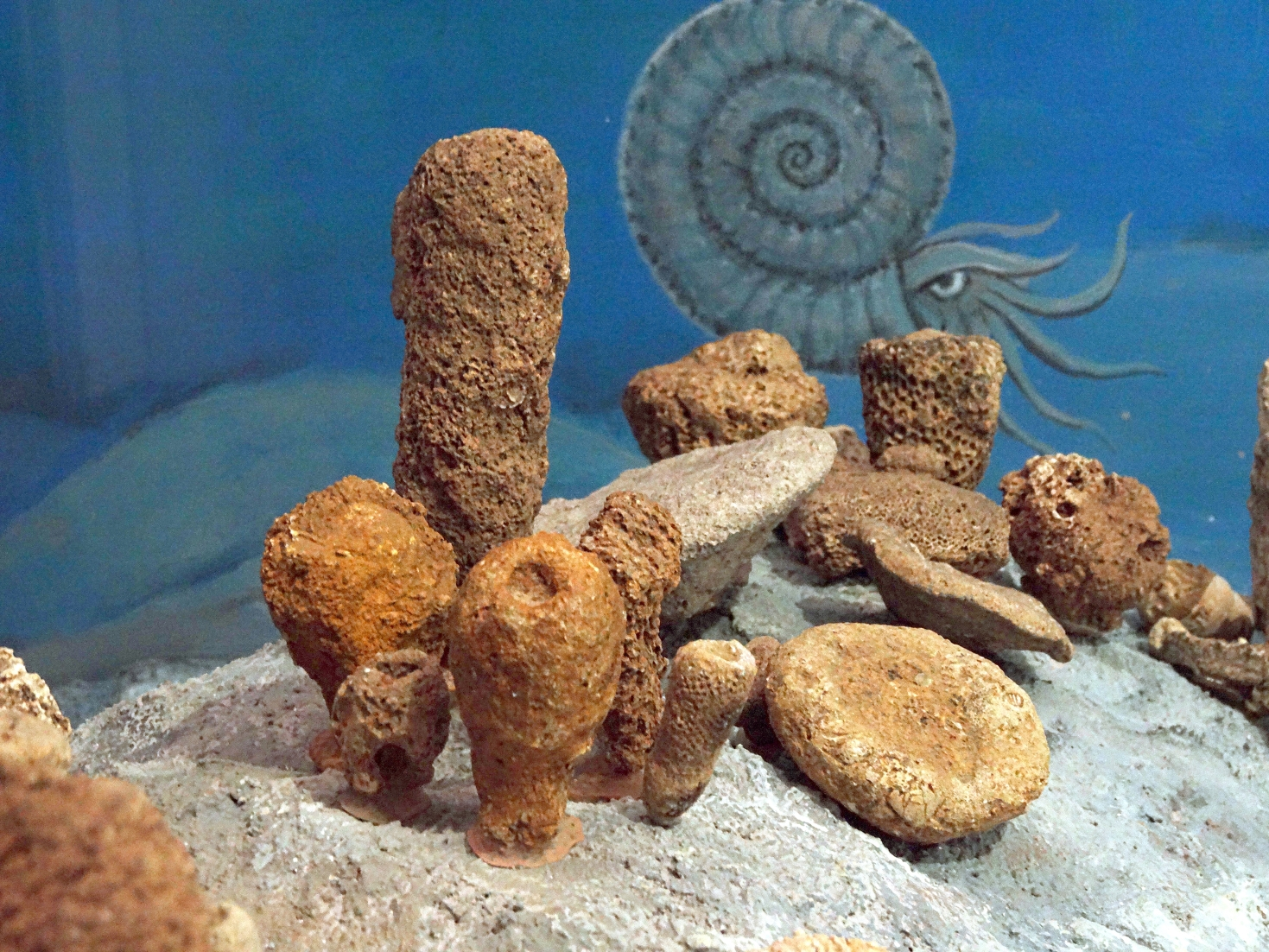
Diorama verschiedener Glasschwämme
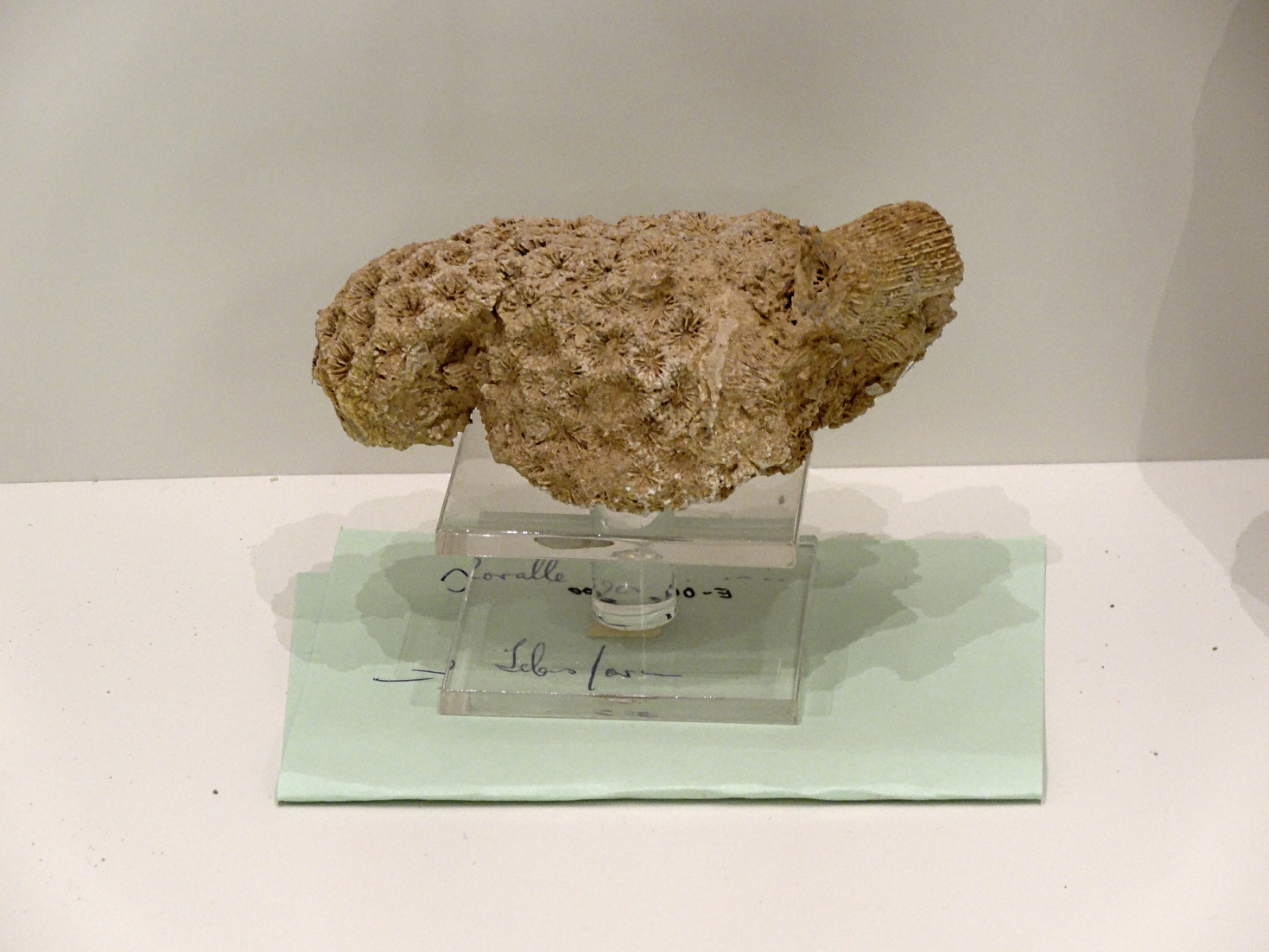
Korallenstock
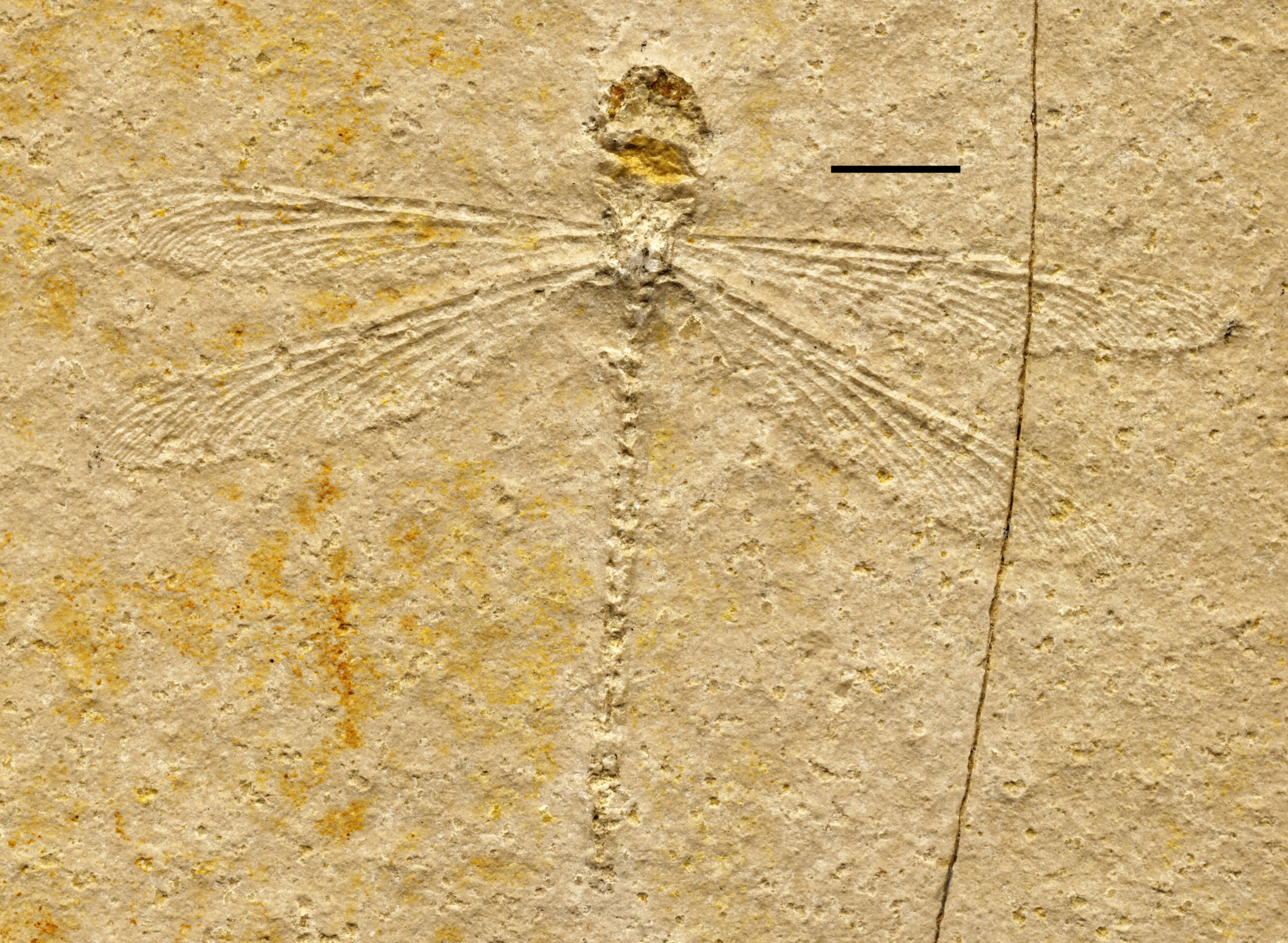
Stenophlebia spec Solnhofen
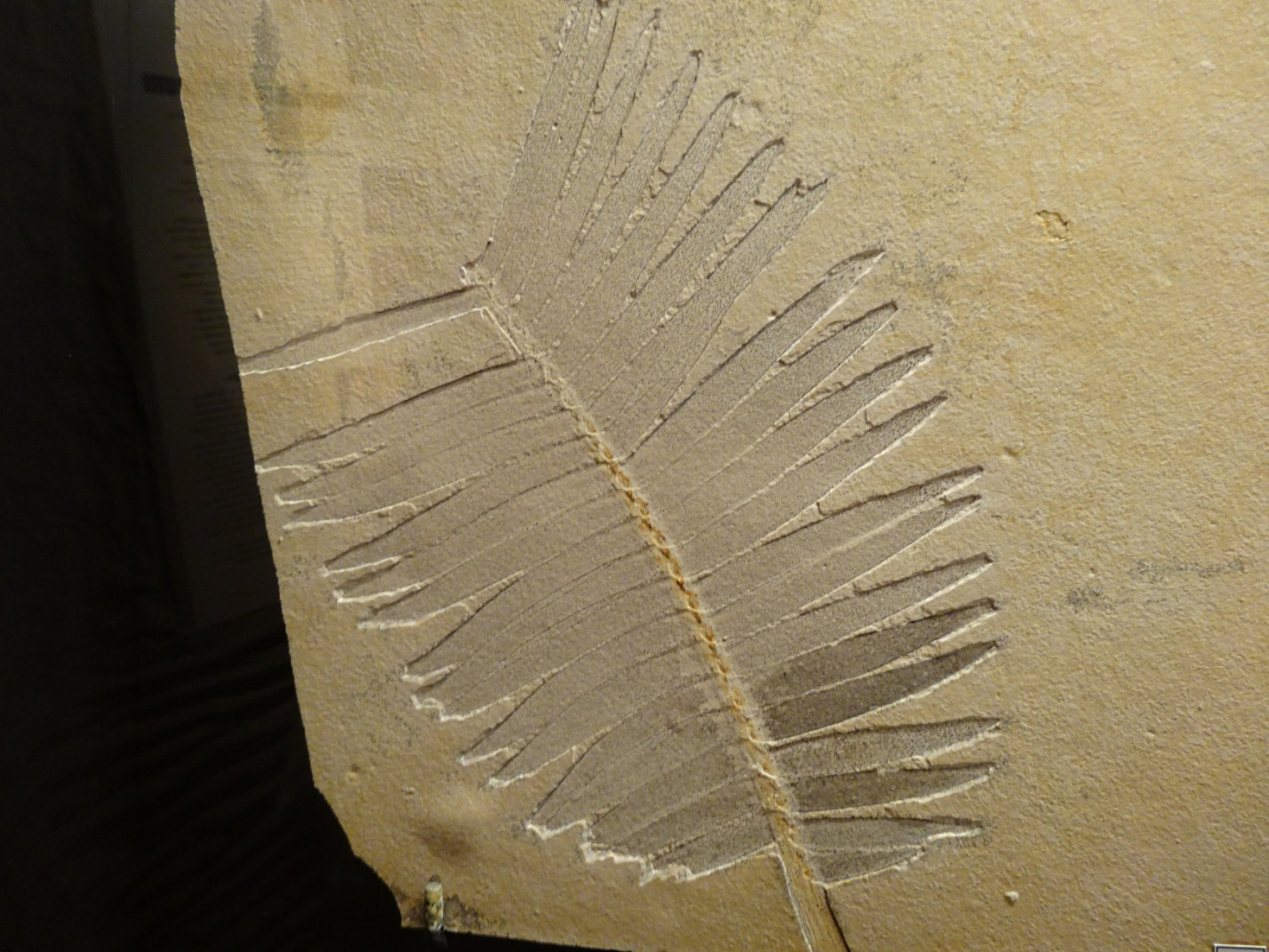
Bennettitales Zamites Wedel

## Geotope
Eine Auswahl an Geotopen veranschaulicht verschiedene geologische, geomorphologische und hydrologische Ausbildungen und Erscheinungsformen:
- Lias, Dogger[9]
- Doggerfelsen Niederhofen[10]
- Ehemaliger Steinbruch NE von Sengenthal aus Dogger Zeta bis Malm Delta.[11]
- Malmschichten am Arzberg[12]
- Schwammkalkfelsen der Massenkalkfazies Streitburg bei Streitberg[13]
- Ehrenbürgfelsen aus Frankendolomit am Walberla-Berg ENE von Wiesenthau[14]
- "Quackenburg" mit "Quackenschloss" aus Frankendolomit mit Brachiopoden-Fossilien, SSW von Engelhardsberg[15]
- Sinterterrassen an der Lillach ESE von Weißenohe aus Werkkalk (Malm Beta)[16]
- Prallhang des Mains SW von Nedensdorf ("Trimeusel"), Posidonien-Schichten (Lias Epsilon)[17]
- Lias-Aufschluss im Teufelsgraben S von Oedhof/Eckental aus Posidonien-Schichten und Amaltheenton.[18]
- Ölschiefer-Aufschluss NNW von Hetzles aus Posidonien-Schichten (Lias Epsilon).[19]
- Juraprofil Staffelberg[20]
- Der Hetzlas bzw. Hetzleser Berg[21]
- Fossiliengrube Mistelgau mit dem „Belemnitenschlachtfels“, Unteres Jura[22]
- Fossilfundstelle Solnhofener Plattenkalk, Oberes Jura[23]
- Höhle (D99) in der Fellner-Doline SE von Gößweinstein, Oberfranken aus Frankendolomit (Oberjura)[24]
- Druidenhain SW von Wohlmannsgesees, Oberfranken aus Frankendolomit (Oberjura)[25]
- Wasserberg bei Pegnitz, Ponorhöhle im Malm alpha und beta[26]